# Hôtel d'Assézat
Pour les articles homonymes, voir Assézat.
L'hôtel d'Assézat est un hôtel particulier situé au 7 place d'Assézat à Toulouse dans la Haute-Garonne. Il a été élevé en 1555-1557 sur les plans de Nicolas Bachelier, le plus grand architecte toulousain de la Renaissance, puis terminé entre 1560 et 1562 par son fils, Dominique Bachelier. Derrière un portail d'entrée monumental se cache la cour intérieure, rénovée en 1993, où se déploient les façades classiques de l'hôtel. Il abrite le musée de la Fondation Bemberg qui y présente ses collections d'art, notamment de peinture, du XVe  au début du  XXe siècle.
Il est classé monument historique depuis 1914.

## Histoire

Pavement mosaïqué du Ier siècle (musée Saint-Raymond).

L'emplacement était occupé dès l'antiquité comme le montrent les résultats de fouilles conservées au Musée Saint-Raymond.
On doit ce magnifique hôtel particulier à un riche marchand, Pierre d'Assézat qui fait fortune grâce au commerce du pastel au XVIe siècle et capitoul en 1552 et 1562. Afin d'établir sa puissance, il confie la construction à l'un des plus fameux architectes toulousains, Nicolas Bachelier, et celle-ci débute en 1555. La cour est réalisée en brique mais le décor est en pierre créant ainsi un effet esthétique. Deux des côtés de la cour comportent une élévation à trois niveaux superposant les trois ordres classiques (ordre ionique, ordre dorique, ordre corinthien),  reprenant la hiérarchie des ordres établie par le traité de Sebastiano Serlio. L'imposante tour d'escalier située à l'angle s'élève suffisamment haut pour être visible au loin. Avec la loggia, on retrouve tous les éléments qui composent un hôtel particulier de l'époque Renaissance. Il s'agit, avec le château de Caumont également construit par Nicolas Bachelier en 1535, et la Cour Carrée du Louvre construite par Pierre Lescot à partir de 1546, d'une des premières manifestations du classicisme français. L'essentiel de l'hôtel semble avoir été terminé dès 1562, car tous les éléments constitutifs visibles aujourd'hui s'y trouvent déjà à cette date.
Pierre d'Assézat ne peut profiter qu'épisodiquement de son hôtel. Converti au calvinisme, probablement vers la fin de la décennie 1550, il est chassé de la ville et dépossédé de son hôtel en 1562 après le coup de force tenté entre le 12 et 17 mai par plusieurs capitouls de l'année (dont il faisait partie), tous protestants, visant à livrer Toulouse au prince de Condé qui commandait les troupes protestantes lors du début des guerres de Religion. L'intervention de Blaise de Monluc bloque l'arrivée des renforts huguenots commandés par le vicomte d'Arpajon et fait échouer cette tentative. Au moment où Pierre Assézat passe en jugement, Monluc demande à Catherine de Médicis, reine-mère et régente du royaume, de lui donner l'hôtel d'Assézat pour en faire sa résidence.
Après l'édit d'Amboise, un arrêt du conseil du roi du 18 juin 1563 acquitte Pierre Assézat et le roi Charles IX envoie des lettres patentes, le 12 août 1563, ordonnant au parlement de Toulouse de faire jouir les capitouls condamnés du bénéfice de l'édit et de les remettre en possession de leurs biens. Assézat reprend donc possession de son hôtel mais continue à soutenir le camp des huguenots, accueillant à la fin de l'année 1566 les protestants réunis dans son hôtel pour délibérer des moyens nécessaires pour livrer Toulouse au prince de Condé, qu'Assézat finance par ailleurs généreusement. 
En 1572, après le massacre de la Saint-Barthélemy, Assézat est de nouveau poursuivi et s'enfuit à Bordeaux où, fait prisonnier, il est enfermé au château Trompette. Le prenant finalement sous sa protection ainsi que sa femme, ses enfants, ses serviteurs et ses biens, le roi demande sa libération au lieutenant général François Desprez de Montpézat. Pierre d'Assézat décide d'abjurer la religion réformée, le 30 septembre 1572 dans la cathédrale Saint-André de Bordeaux devant le vicaire général de l'archevêque et, le 24 octobre, il prête serment de fidélité au roi entre les mains du lieutenant général. Le surlendemain, il donne procuration à son fils pour prêter serment en son nom à Toulouse. Ainsi, Pierre Assézat retrouve définitivement ses biens. Il meurt en 1581 dans son hôtel, qui reste la propriété de la famille Assézat jusqu'en 1761.
Le 20 août 1761, l'hôtel est vendu à Nicolas-Joseph Marcassus de Puymaurin. Il engage une campagne de travaux, qui modifie les fenêtres à meneaux, mais sans défigurer l'hôtel. Il commande également la décoration de style Louis XVI d'un des salons. Au moment de la vente, il est le modérateur et le président de l'Académie royale de peinture, sculpture et architecture de Toulouse. Vingt ans plus tard, l'hôtel devient la propriété de la famille Sabatier, puis, en 1816 de la famille Gèze.
Théodore Ozenne, qui achete ce bâtiment en 1894, le lègue à la ville à sa mort afin qu'elle y accueille les sociétés savantes, dont la plus ancienne société littéraire d'Europe. C'est toujours l'une de ses vocations aujourd'hui. À partir de 1980, la ville commence la restauration des bâtiments anciens ainsi que la construction d'une extension moderne.

## Description
L'hôtel se distingue par son très bon état de conservation et par ses vastes dimensions, ce qui lui vaut d'être évoqué dans toutes les synthèses consacrées à la Renaissance française. Son décor exceptionnel relève à la fois de l'architecture classique (campagne de 1555-1557 pour le corps principal en L et l'escalier dans l'angle) et du maniérisme pour les éléments de la campagne suivante (1560-1562). 

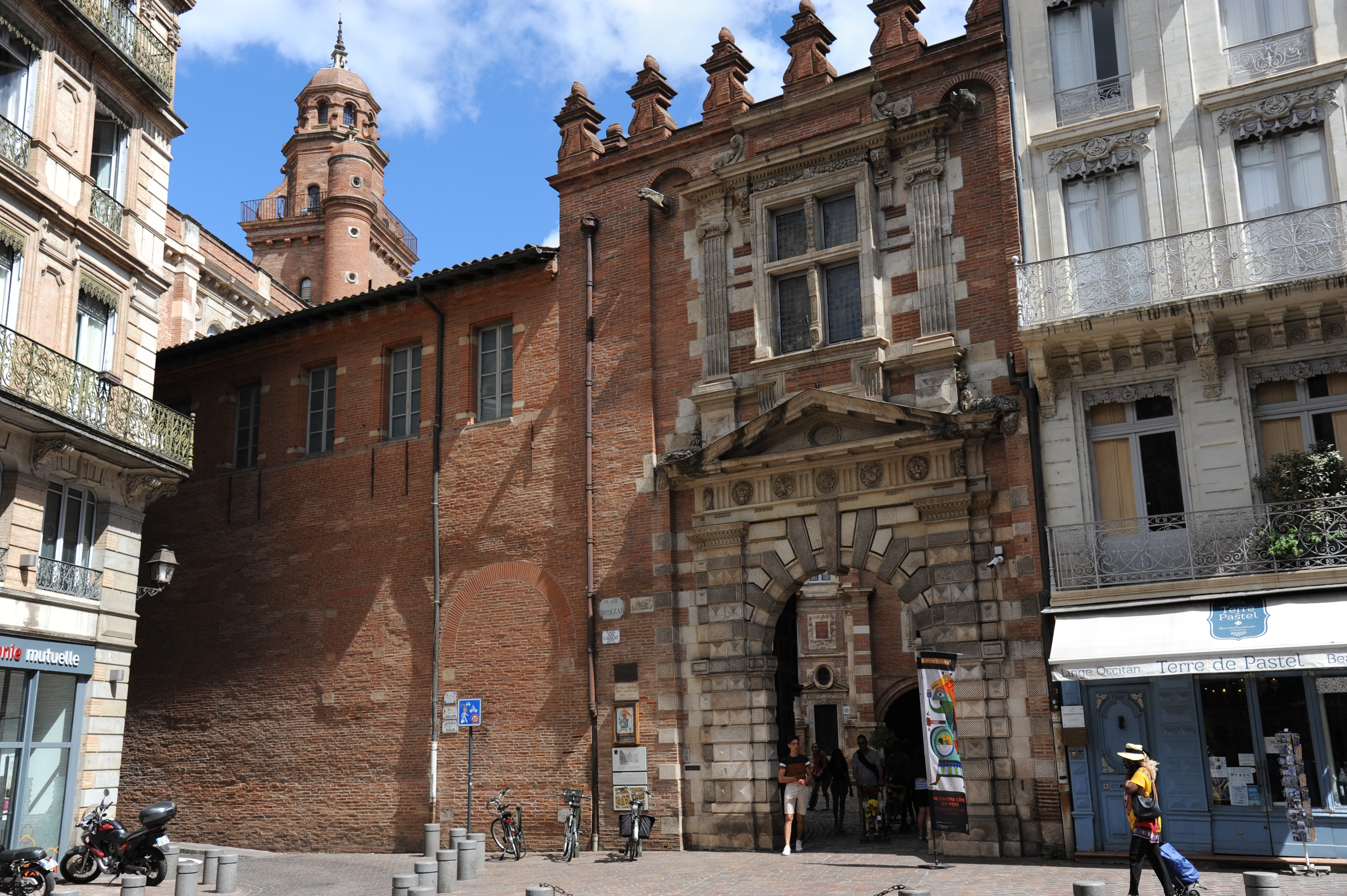
L'hôtel vu de la rue.
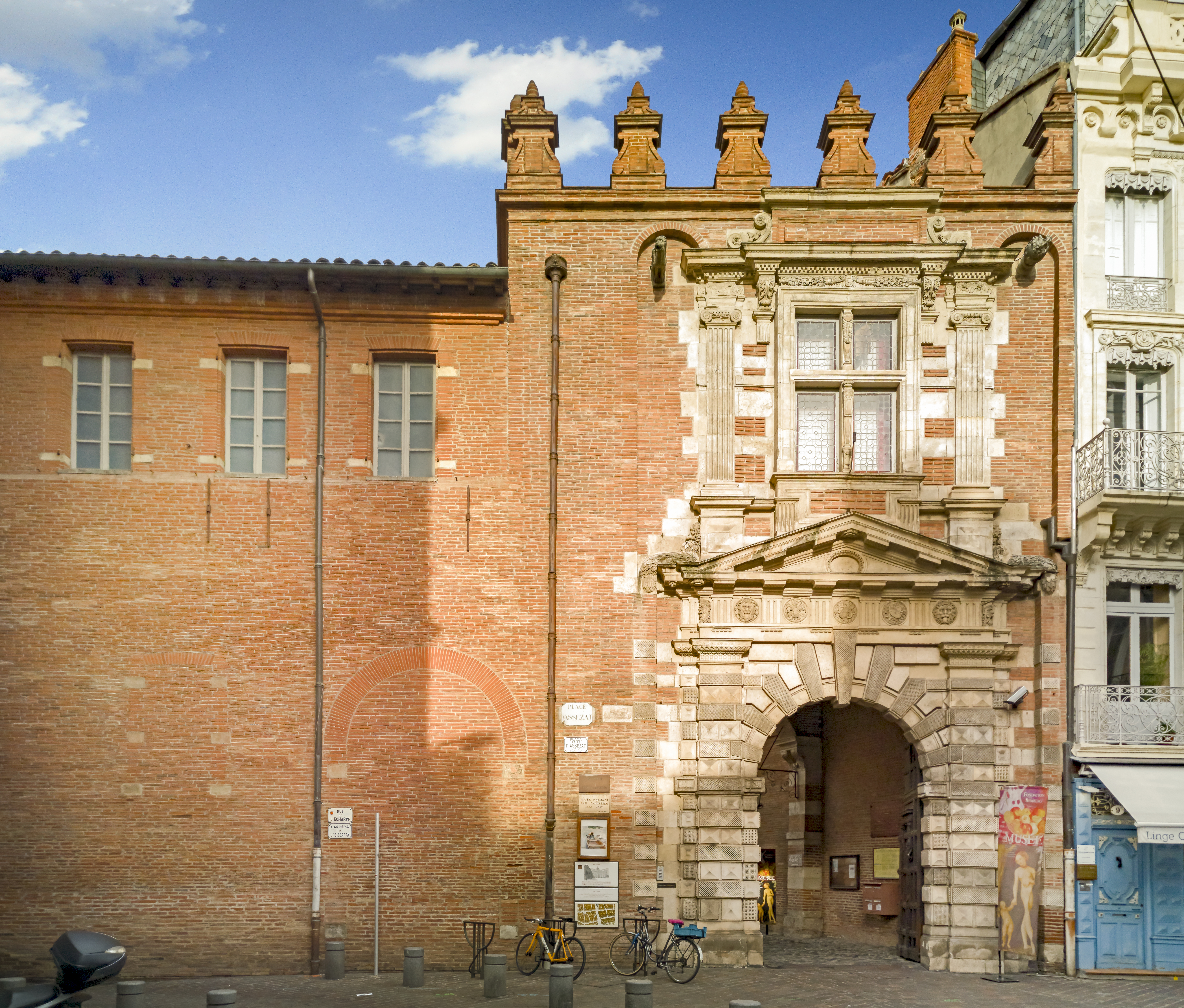
L'entrée de l'hôtel.
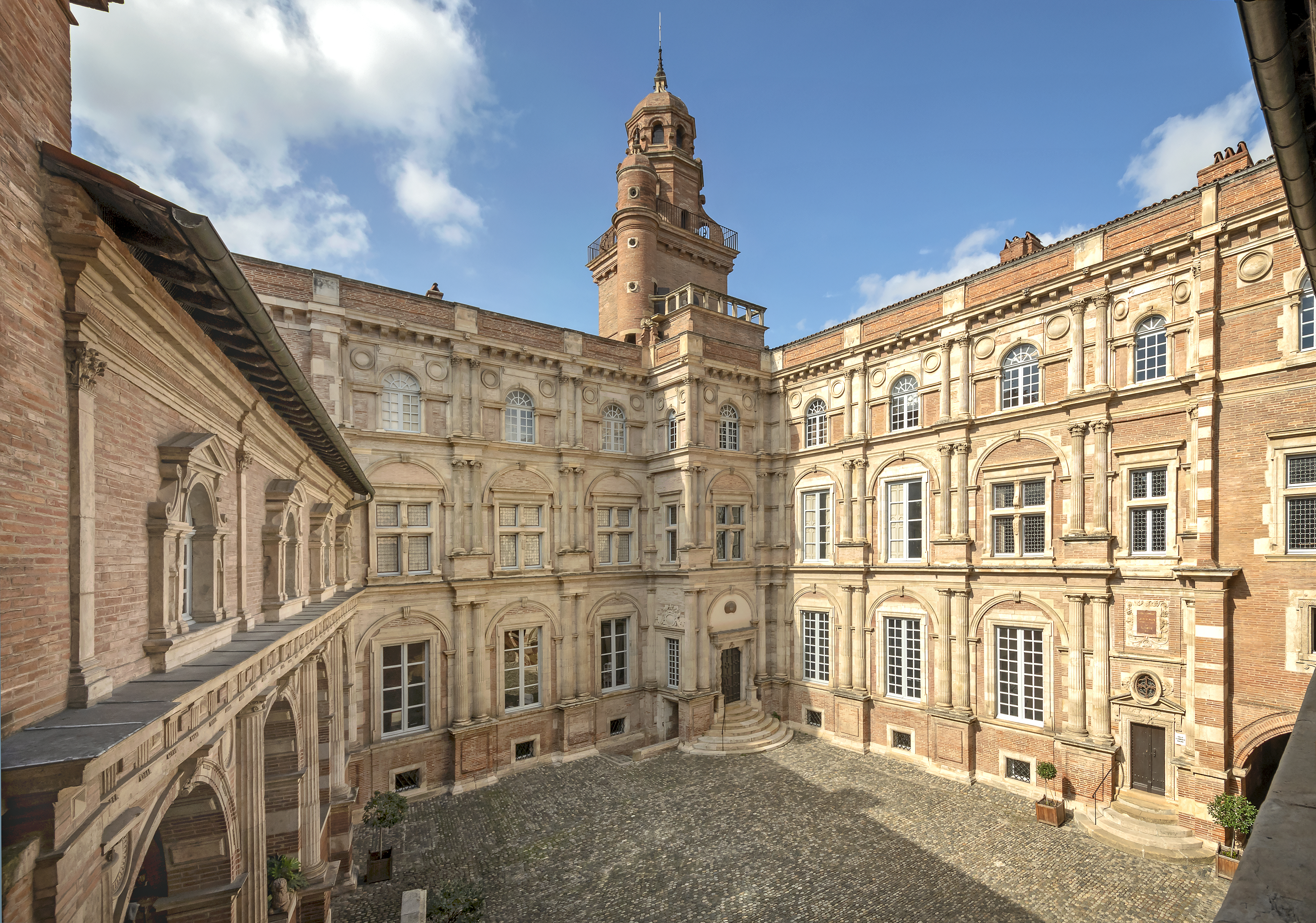
La cour d'honneur.

### Les façades classiques
Les maîtres d'œuvre de la première campagne de travaux sont l'architecte Nicolas Bachelier et le maçon Jean Castagné, mais tous deux décèdent à quelques mois d'écart en 1556 et 1557, et le chantier est alors interrompu plusieurs années. Les façades qu'ils élèvent, dont les travées sont délimitées par des colonnes jumelées où se superposent au fil des étages les ordres dorique, ionique et corinthien, s'inspirent de modèles antiques comme le Colisée mais aussi de traités d'architecture comme ceux de Sebastiano Serlio. 
Le traitement soigné des fûts des colonnes (cannelés et rudentés) et des chapiteaux fait systématiquement appel à l'expression antique la plus sophistiquée connue. Enrichi de fleurons et d'un rang d'oves, le dorique du rez-de-chaussée est par exemple, à travers Serlio ou Labacco, une allusion à sa version connue la plus ornée : celle de la basilique Æmilia,. Le ionique très riche du premier étage a un rang de feuilles plaqué sur les cannelures, au-dessus le baldaquin présente une tresse débordante. Quant à l'ordre corinthien du deuxième étage, les feuilles d'acanthe sont épannelées et découpées, et non ciselées, avec une formule qui varie d'une travée à l'autre.
Cette composition des façades de l'hôtel est sans ressemblance directe avec celle de la façade Lescot de la cour carrée du Louvre, à laquelle elle est pourtant parfois comparée.

Photographies des façades classiques
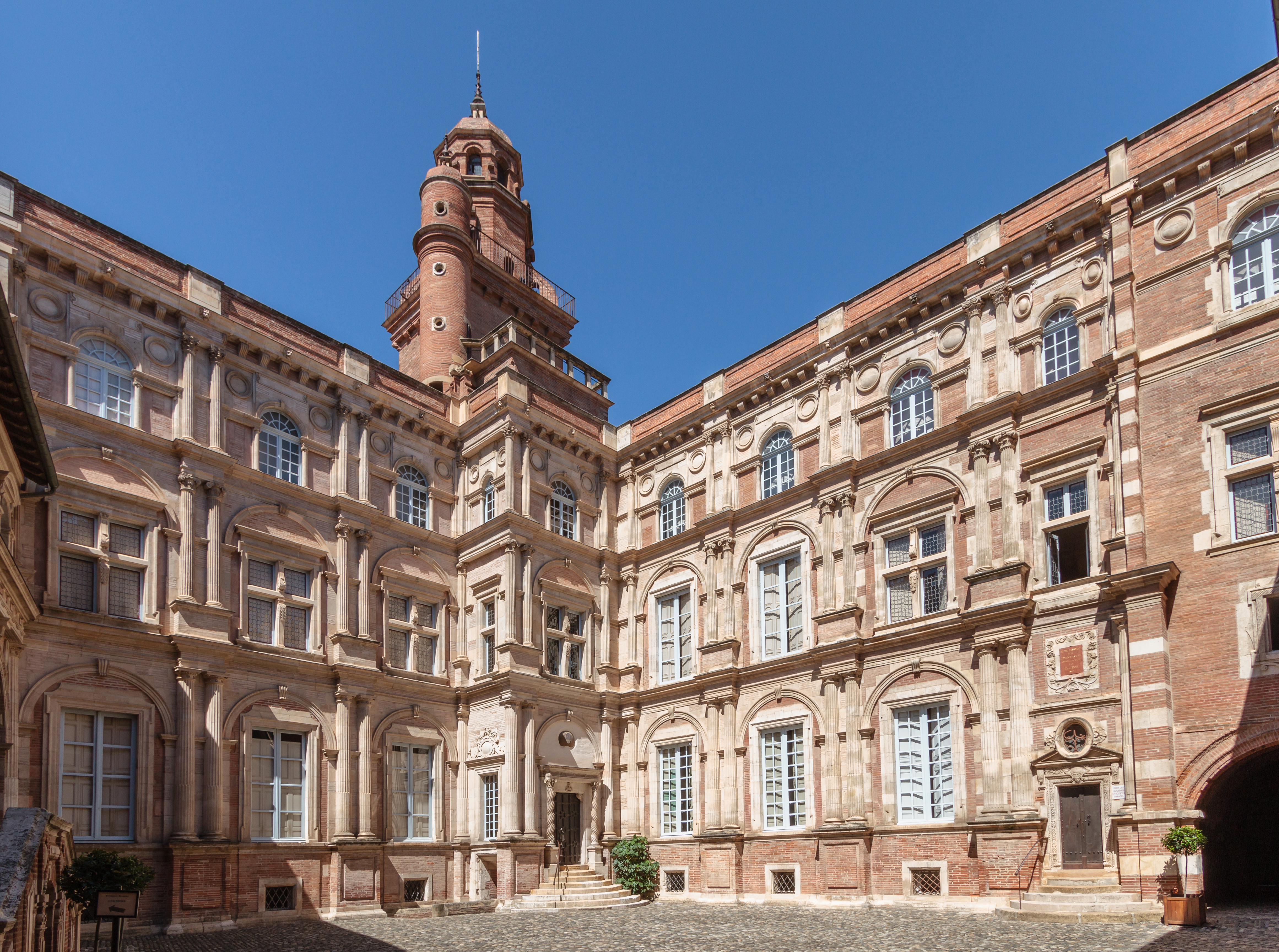
Les façades classiques.
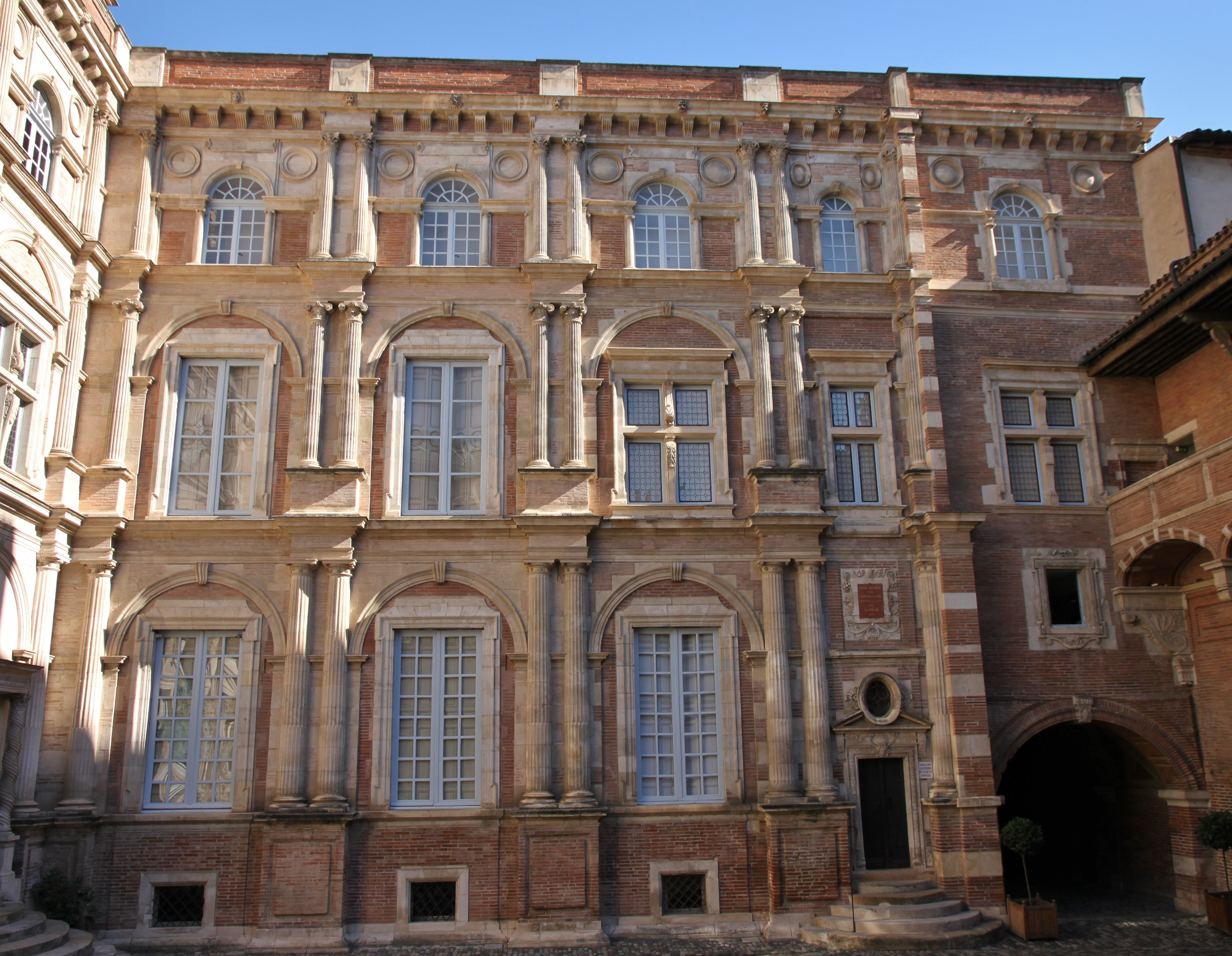
Superposition des trois ordres classiques.
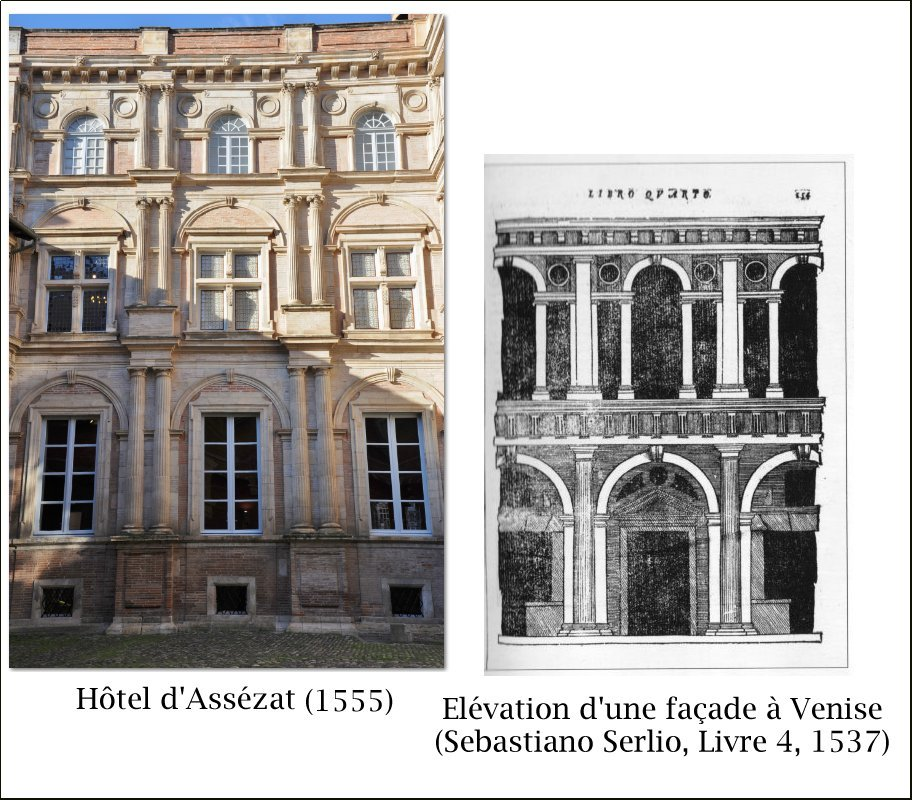
Influence d'une gravure de Serlio.
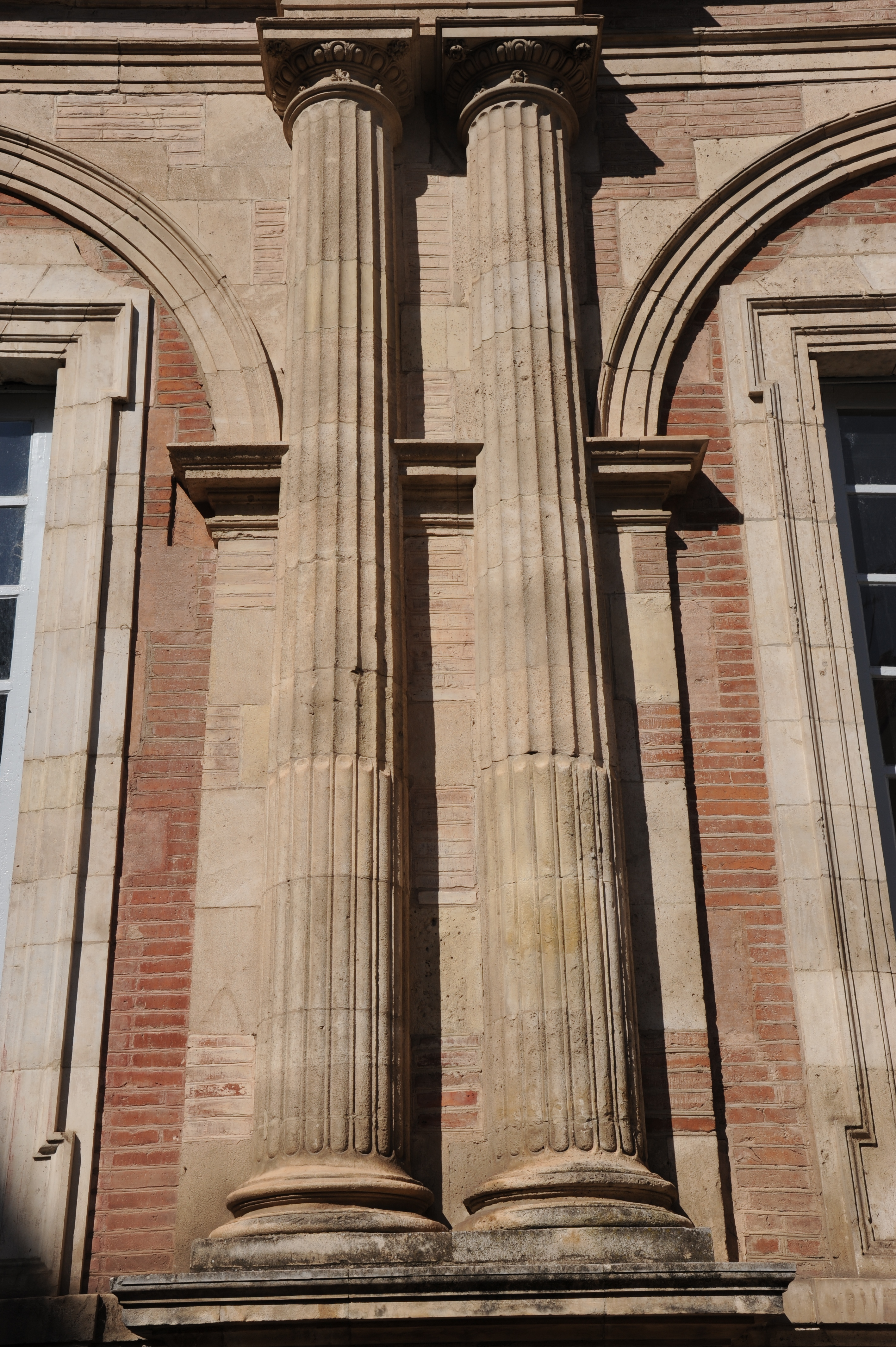
Colonnes cannelées et rudentées.
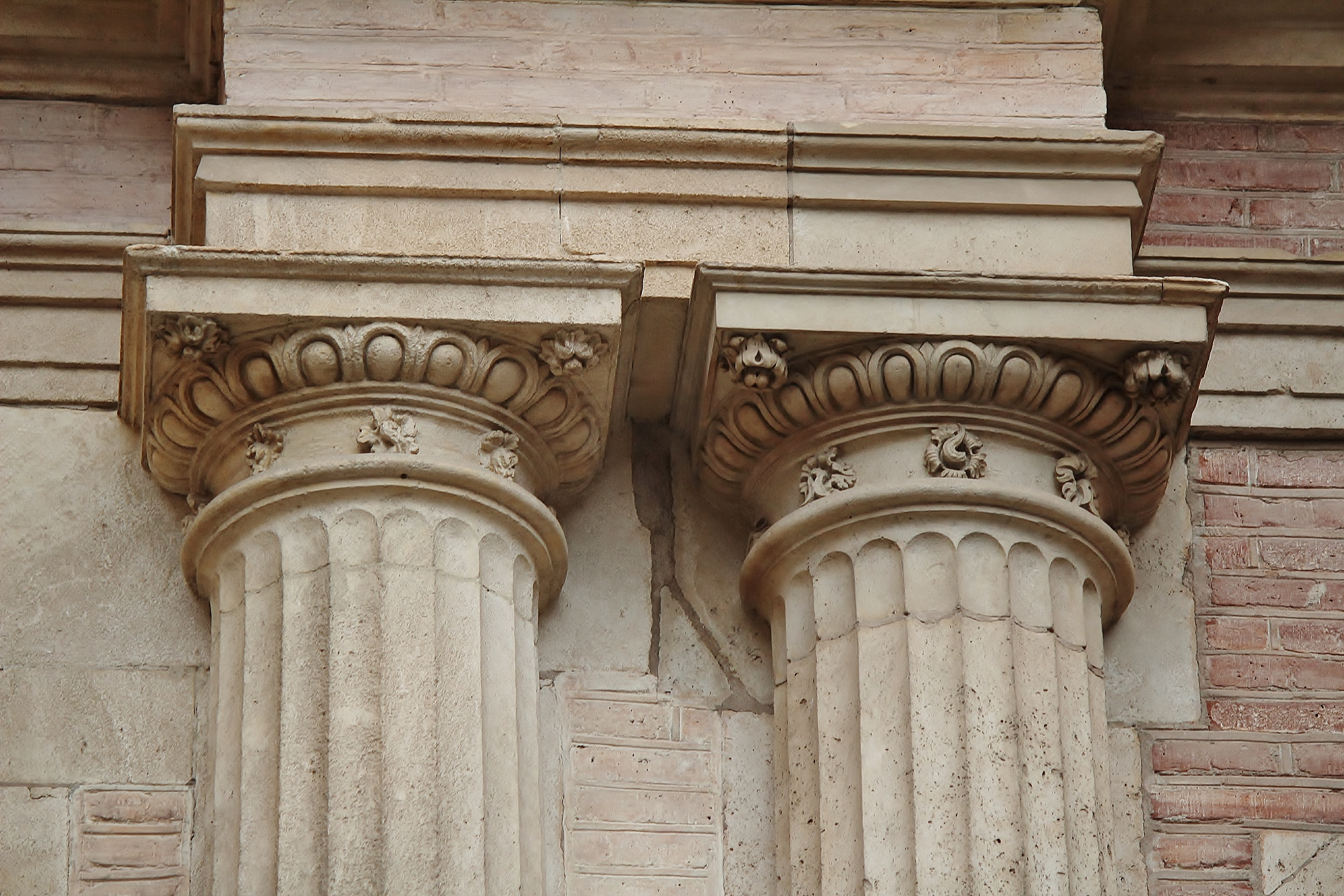
Chapiteaux doriques.
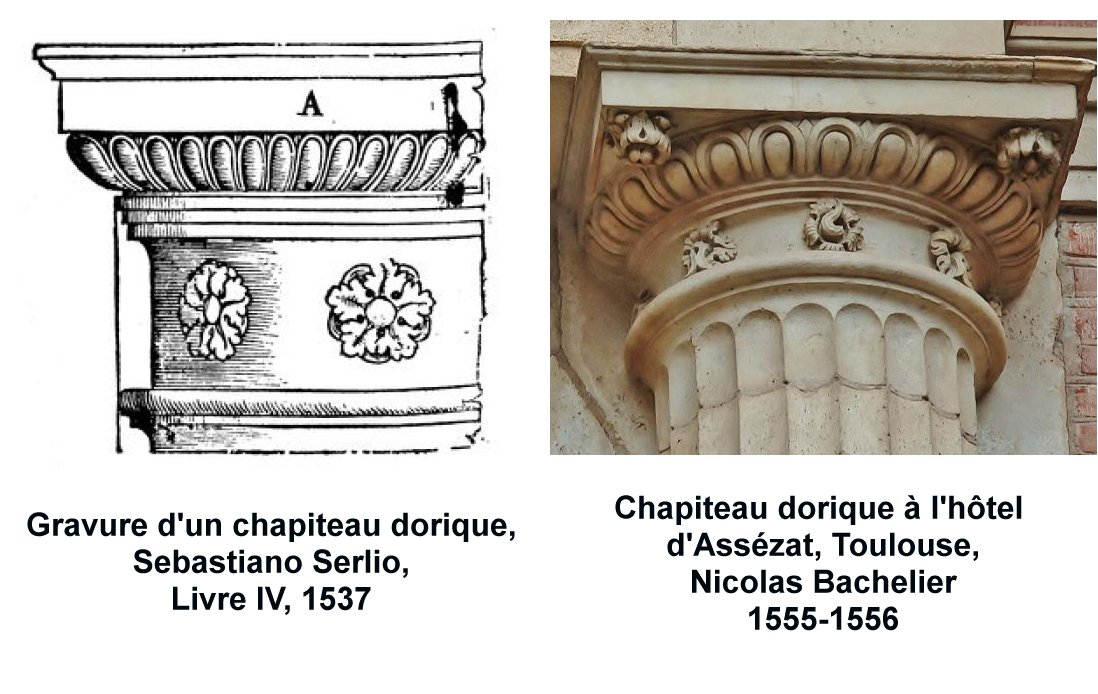
Influence des gravures de Serlio.
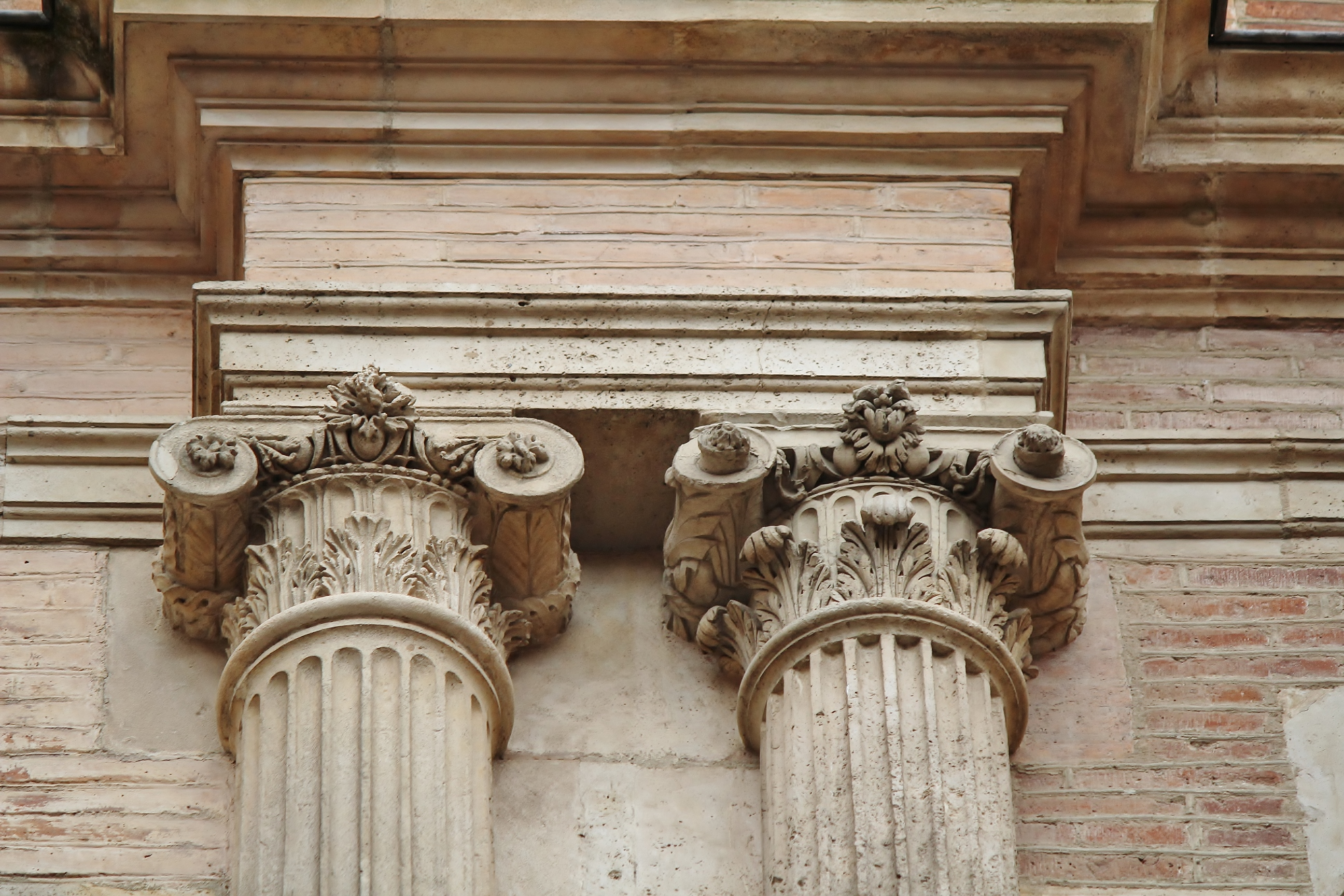
Chapiteaux ioniques.
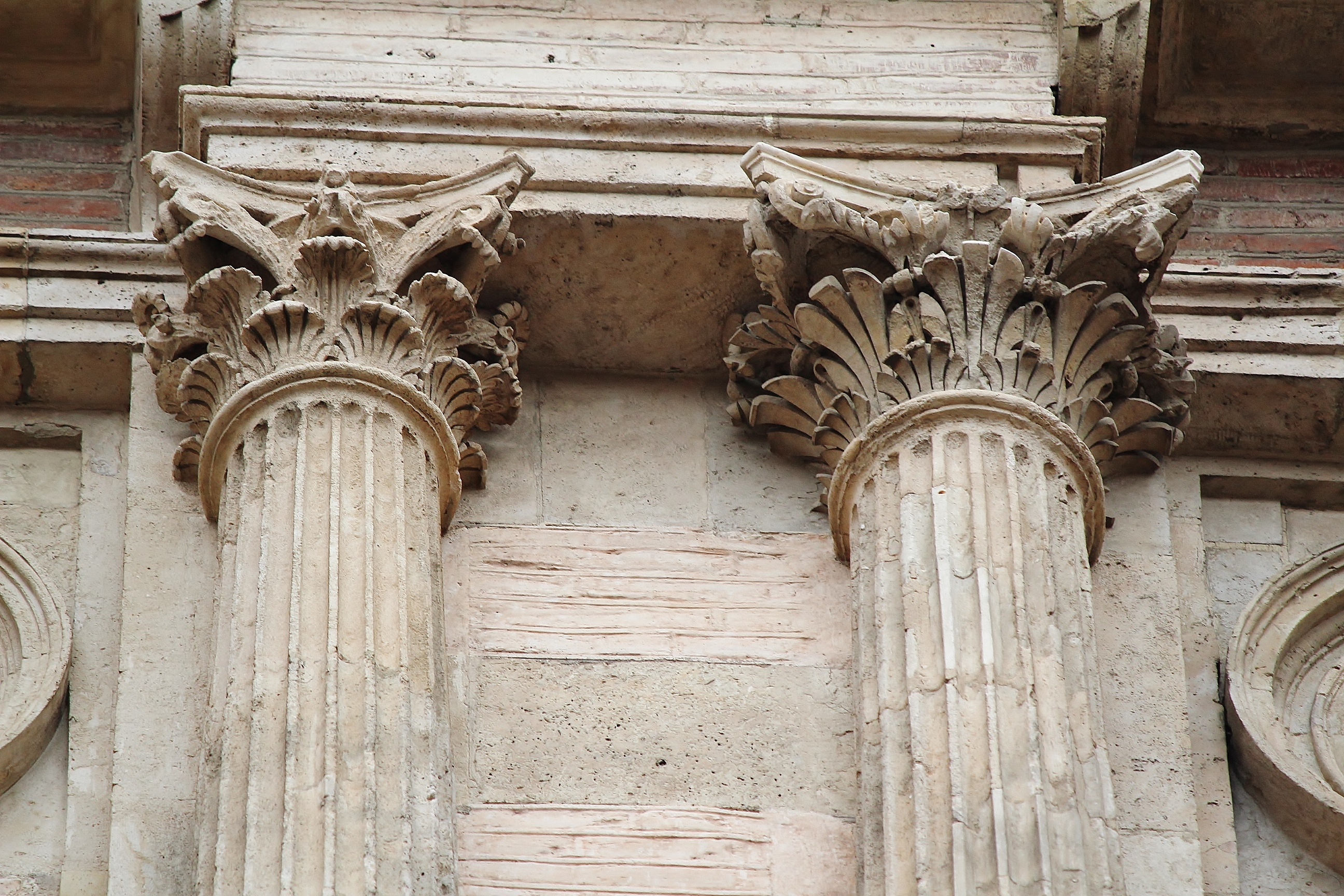
Chapiteaux corinthiens.
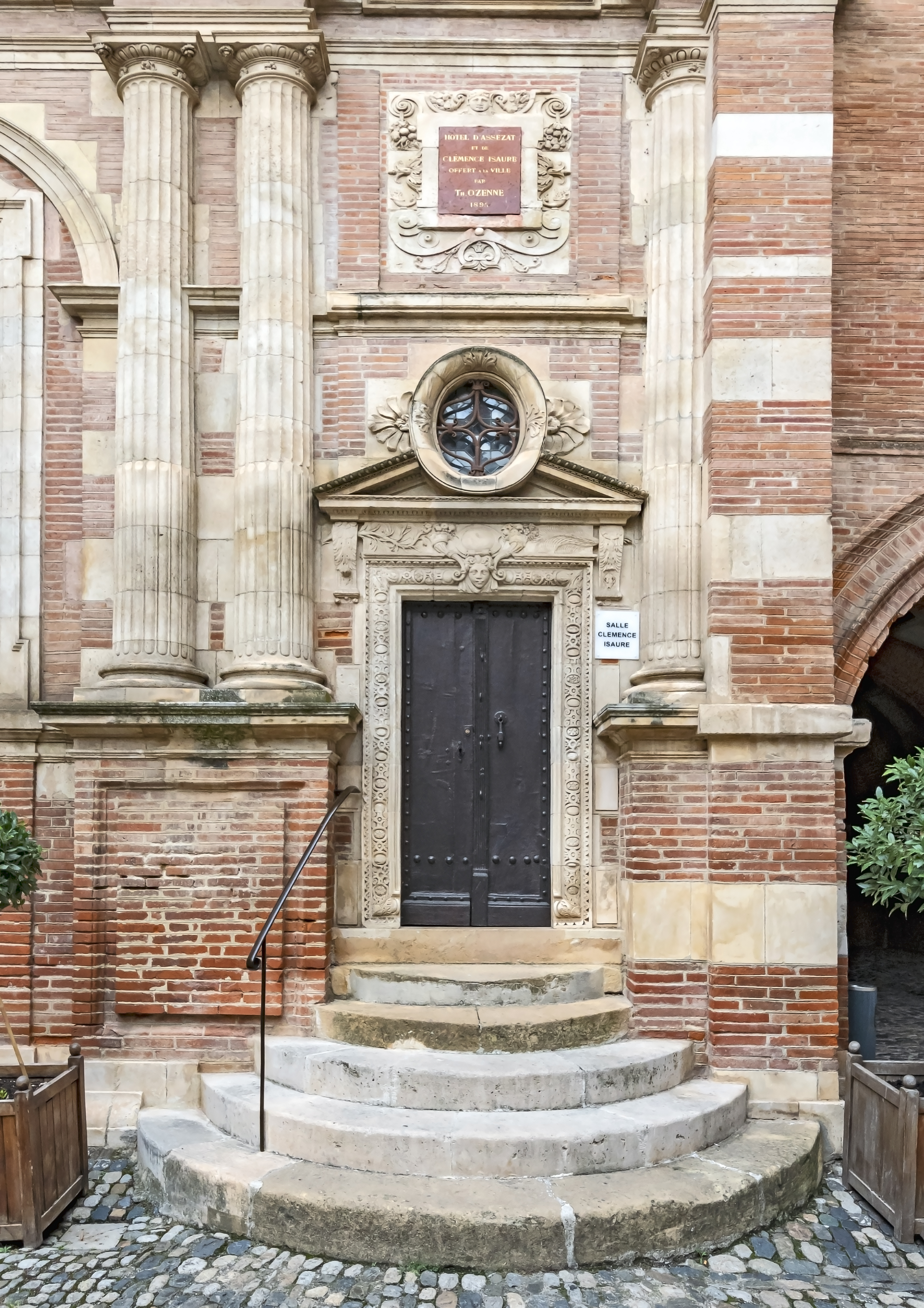
Entrée de l'Union des Académies et Sociétés Savantes (ancien accès au comptoir du marchand).
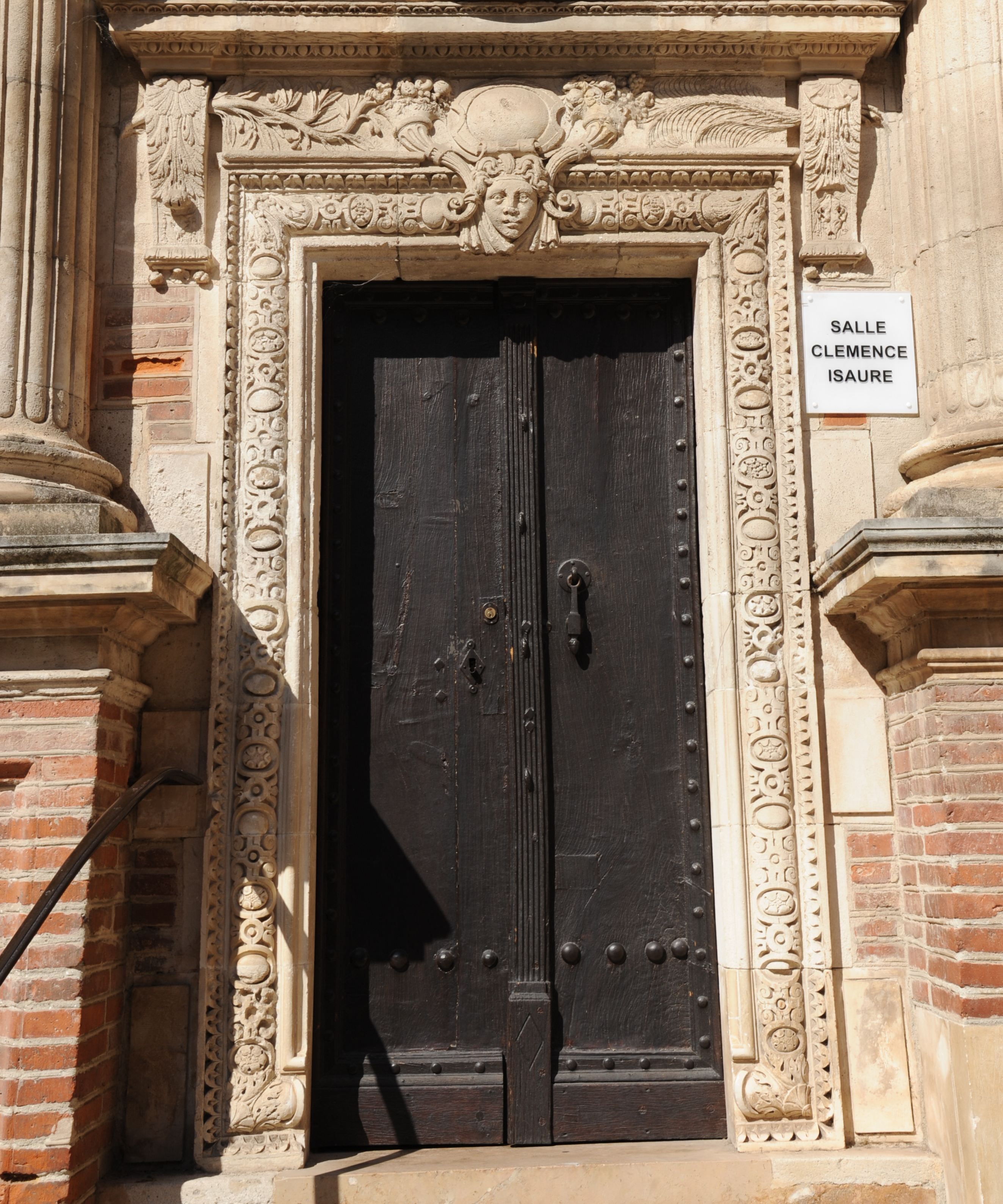
Cette porte ouvrait sur le comptoir.
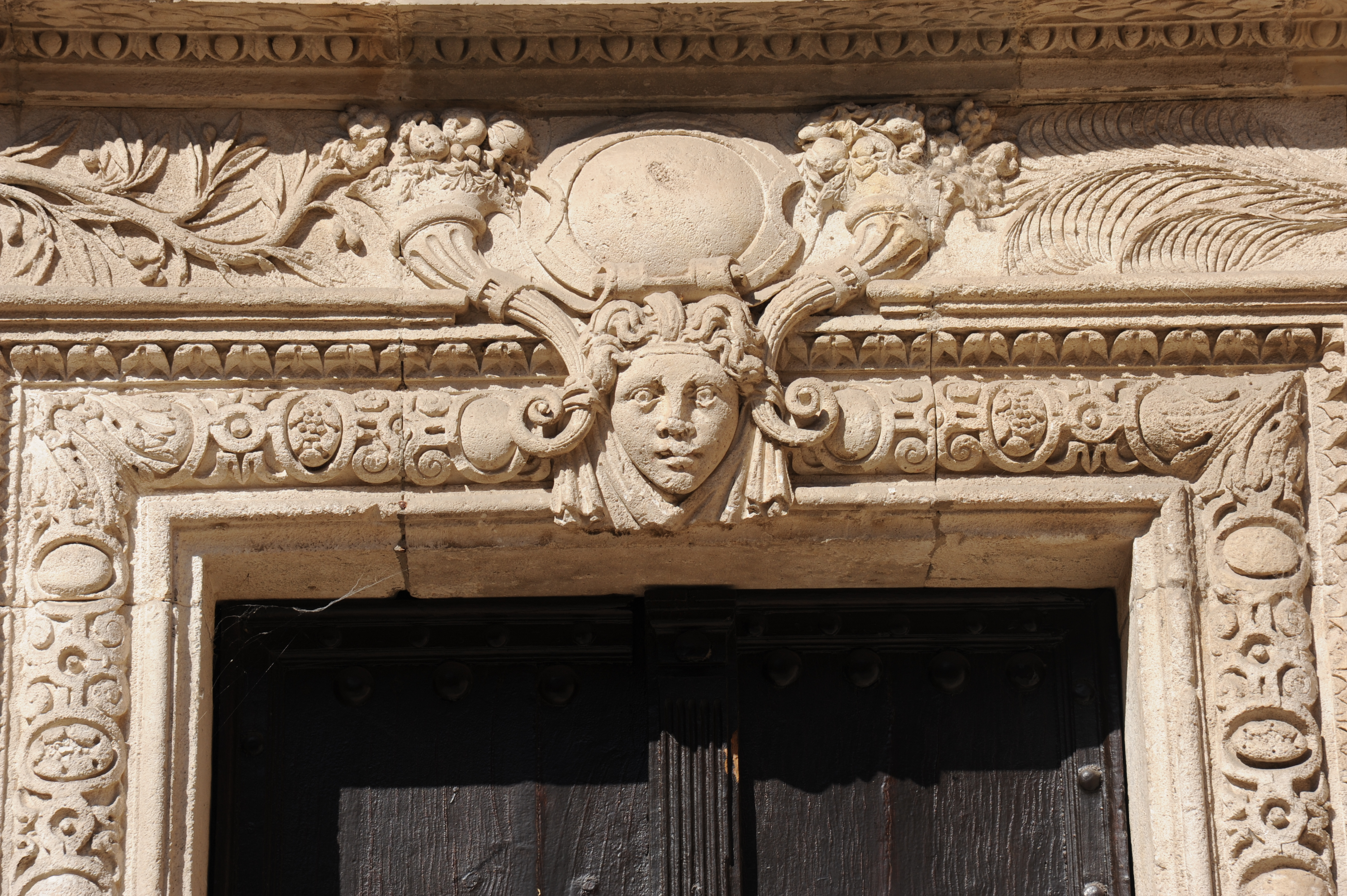
Détail de l'entrée des Académies.
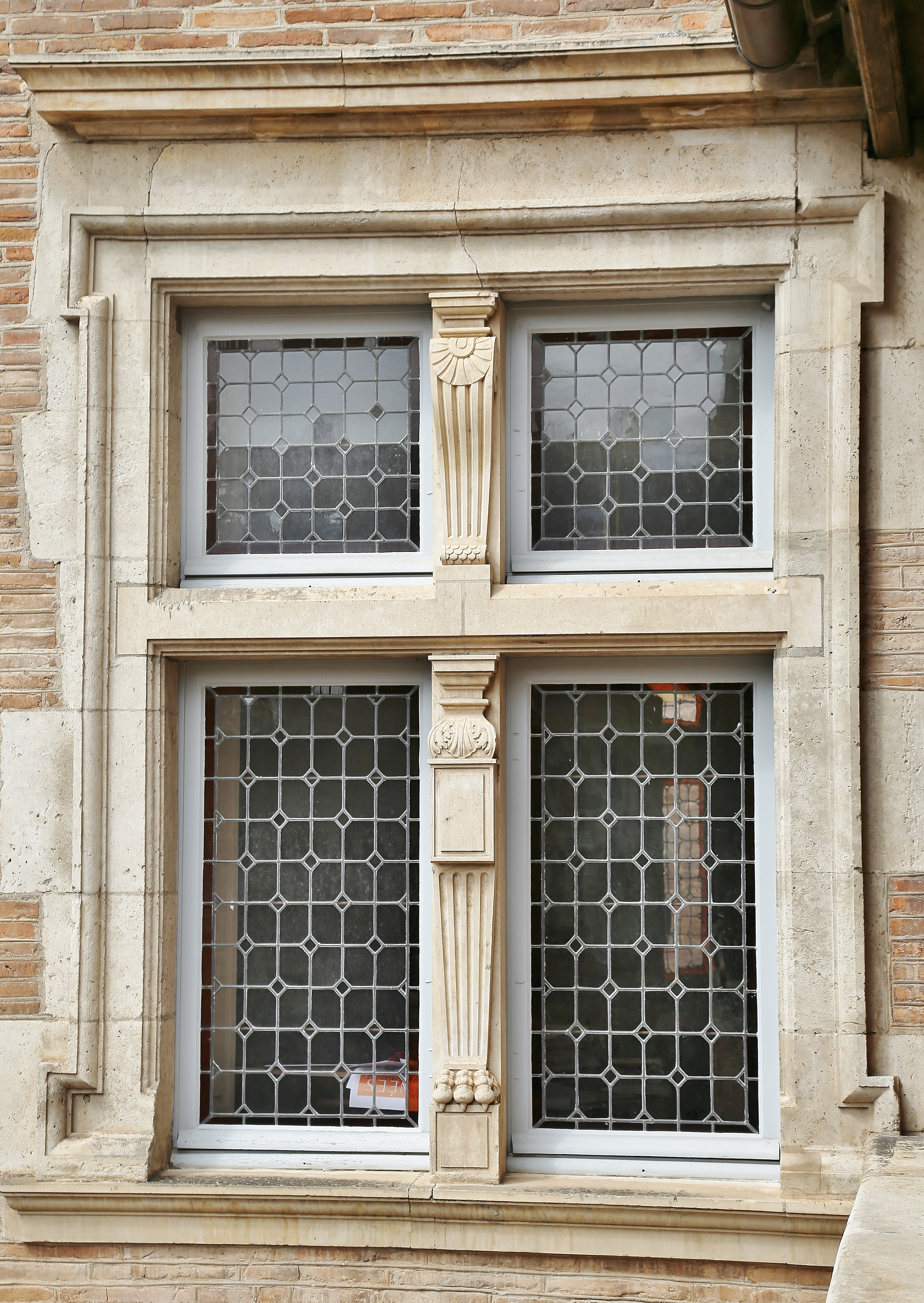
Fenêtre.
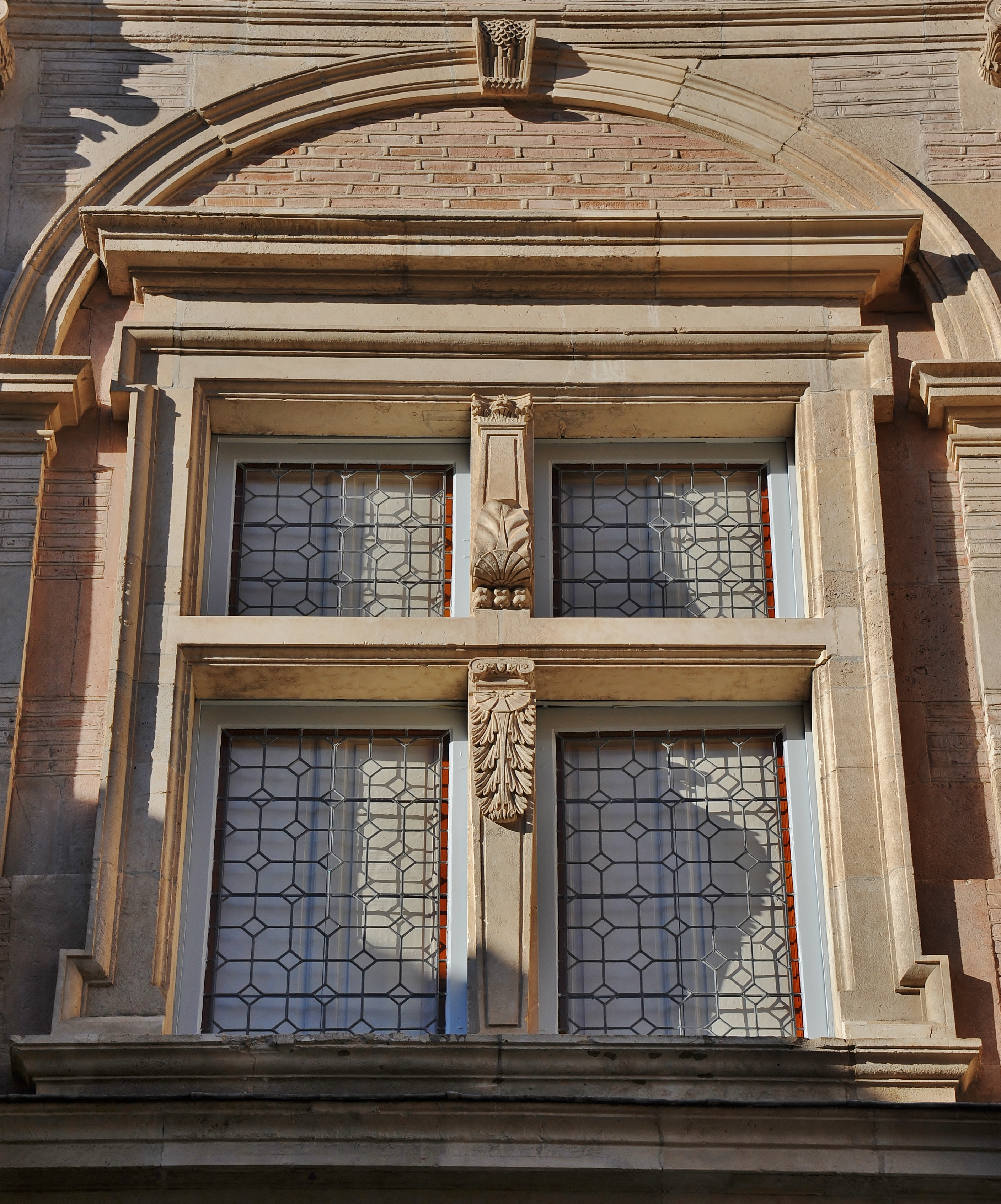
Fenêtre.
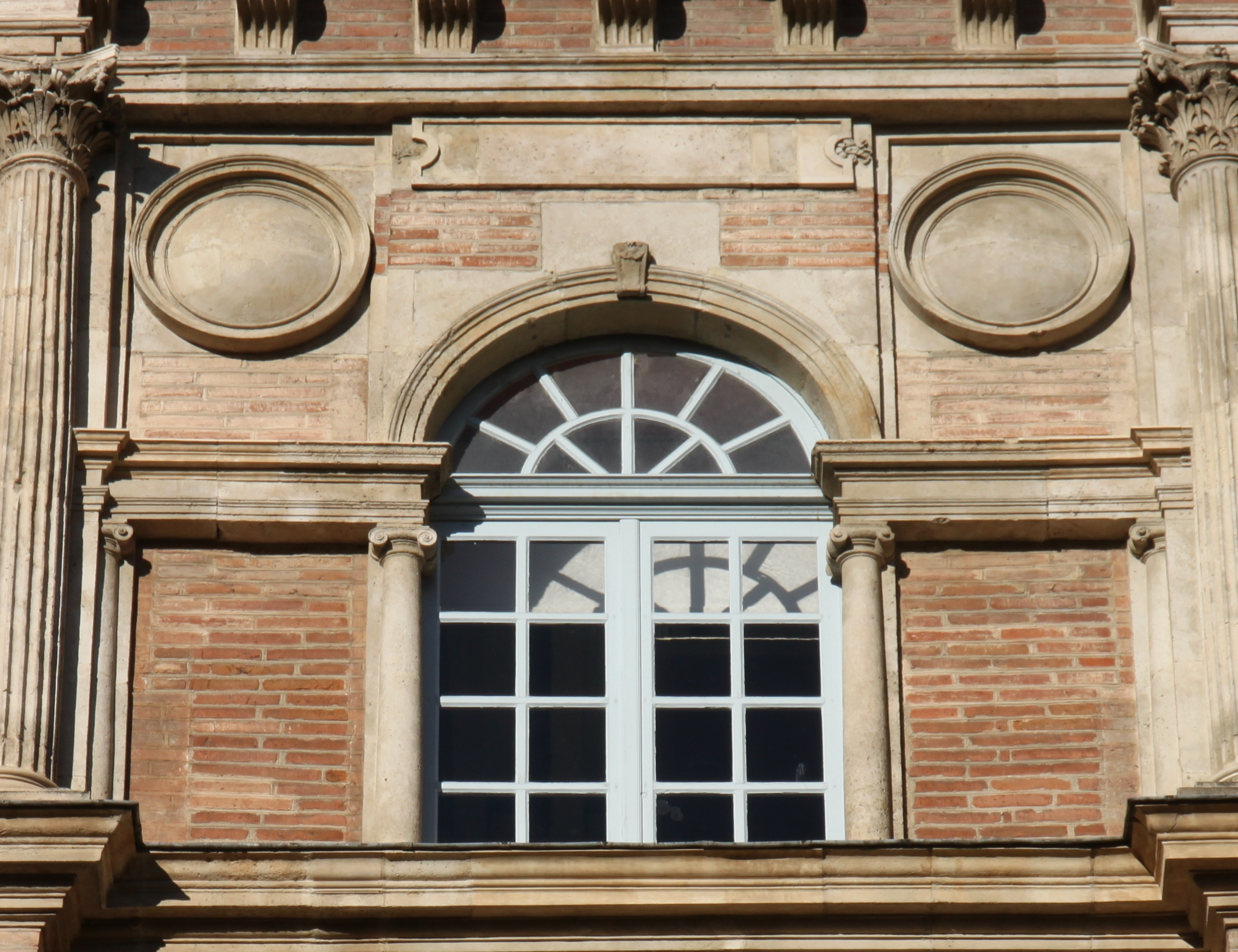
Fenêtre serlienne.
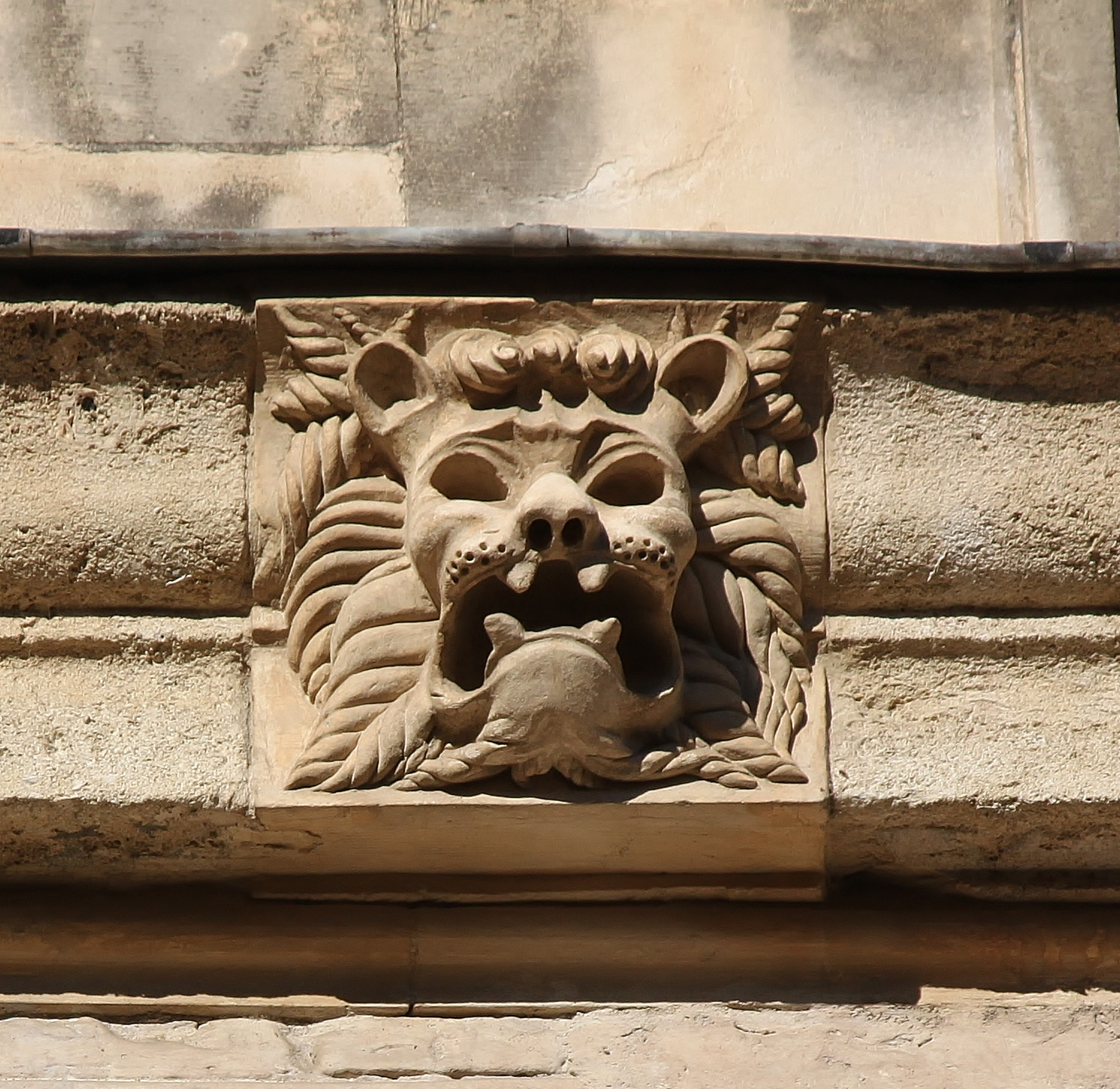
Mufle de lion faisant office de gargouille.

### La loggia et la coursière
Quelques années après la mort de Jean Castagné et de Nicolas Bachelier, la direction du chantier est reprise par le fils de ce dernier : Dominique. Vers 1560 il entreprend la réalisation de la loggia et de la coursière, qui ferment la cour. Dominique Bachelier met en place un décor jouant sur la polychromie brique-pierre et faisant appel à l'esthétique maniériste : cabochons, masques, pointes de diamant...
La loggia, dont l'étage supérieur correspond à une surélévation du XVIIe siècle (à l'exception des fenêtres XVIe siècle qui se détachaient auparavant sur un haut comble d'ardoise), est à l'époque indépendante de l'aile gauche et prend place au-dessus de caves semi-enterrées. Un perron aux volées de marches convergentes permet d'y accéder. Sorte de tribune festive d'où s'observe l'animation de la cour, elle apportait de l'agrément à la vie extérieure à la belle saison.
La coursière, qui permet au marchand de rejoindre son bureau situé au-dessus du portail d'entrée, est rythmée d'arcs ornés de pointes de diamant en pierre. Elle est soutenue par de grandes consoles décorées de gousses végétales ioniques et de masques grotesques, reposant sur une patte de lion elle-même posée sur un morceau de pilastre décoré d'une rose. Une copie simplifiée de cette coursière se retrouve au château de Laréole, et des vestiges d'arcs identiques sont également visibles à l'hôtel de Massas (ou hôtel d'Aldéguier) à Toulouse.

Photographies de la loggia et de la coursière
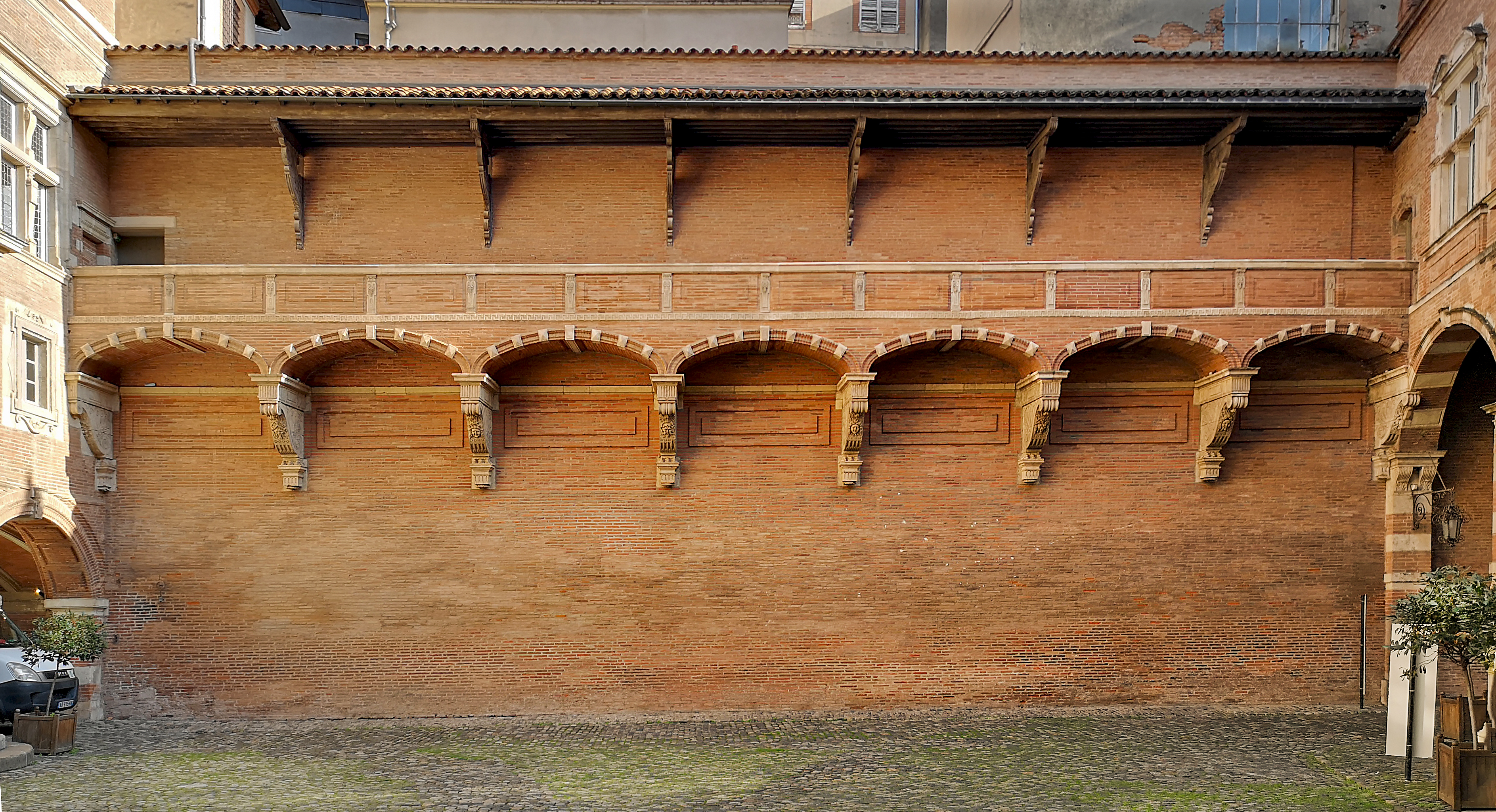
La coursière sur le mur est.
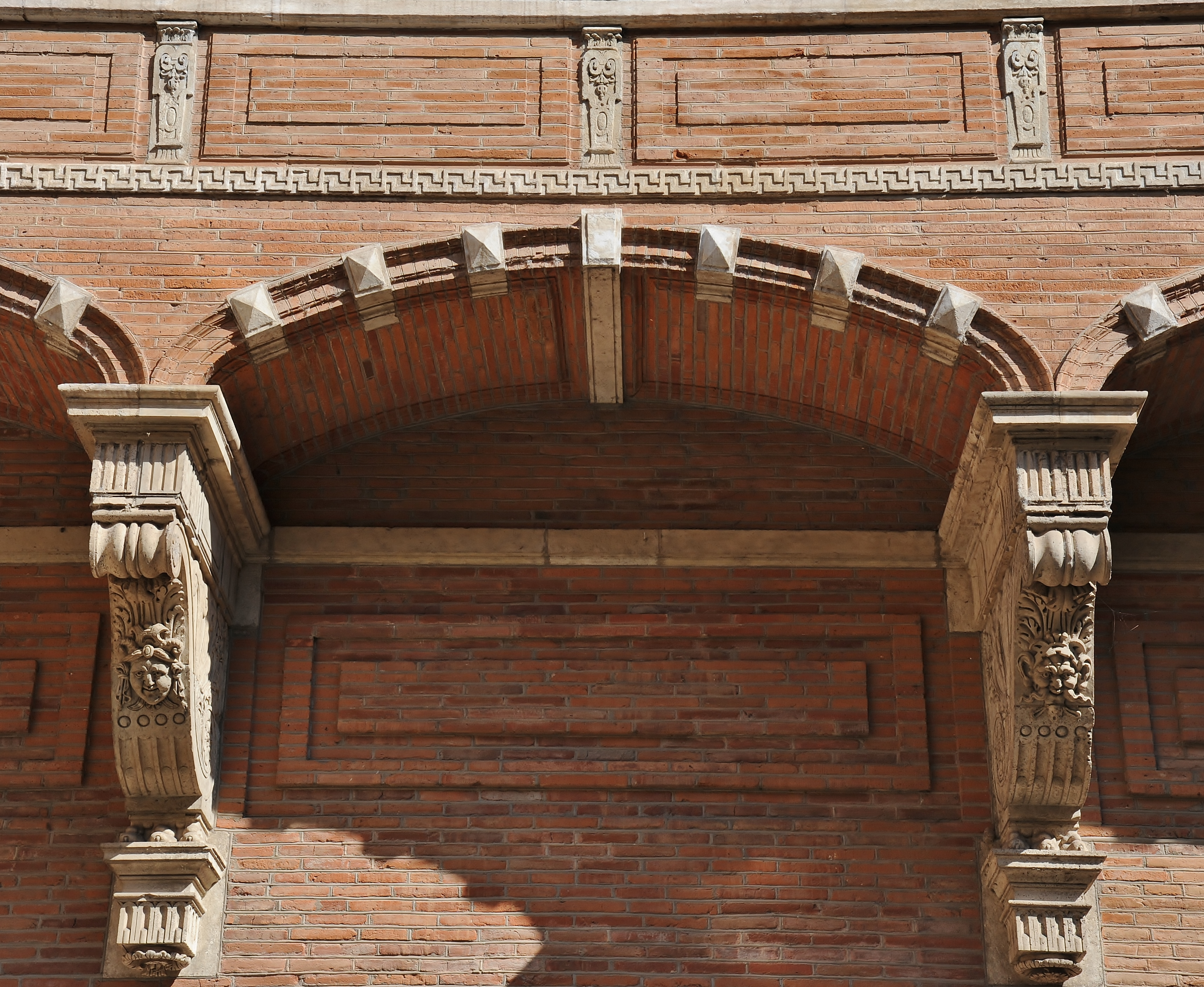
Arc de soutien de la coursière.
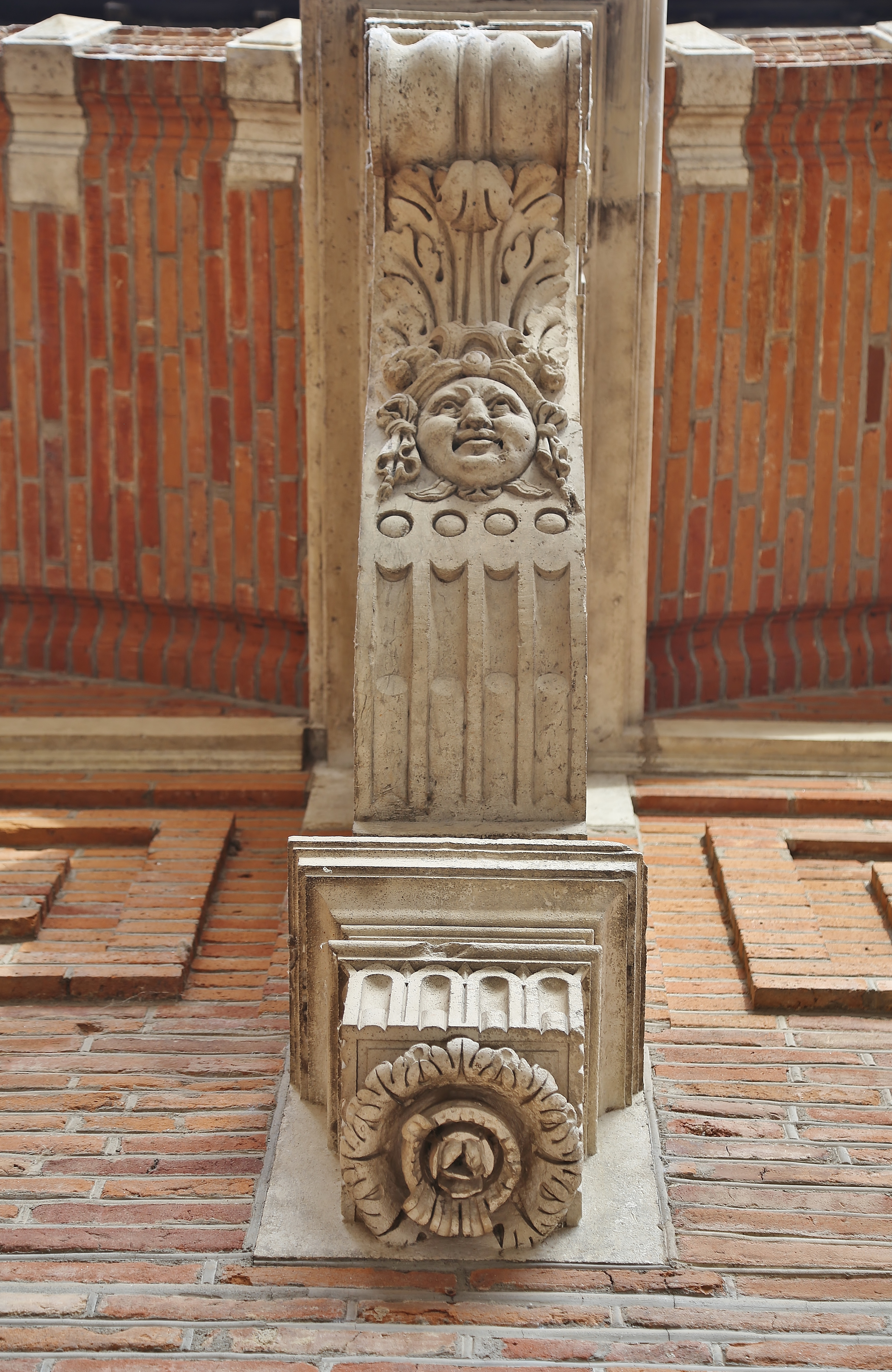
Console de la coursière.
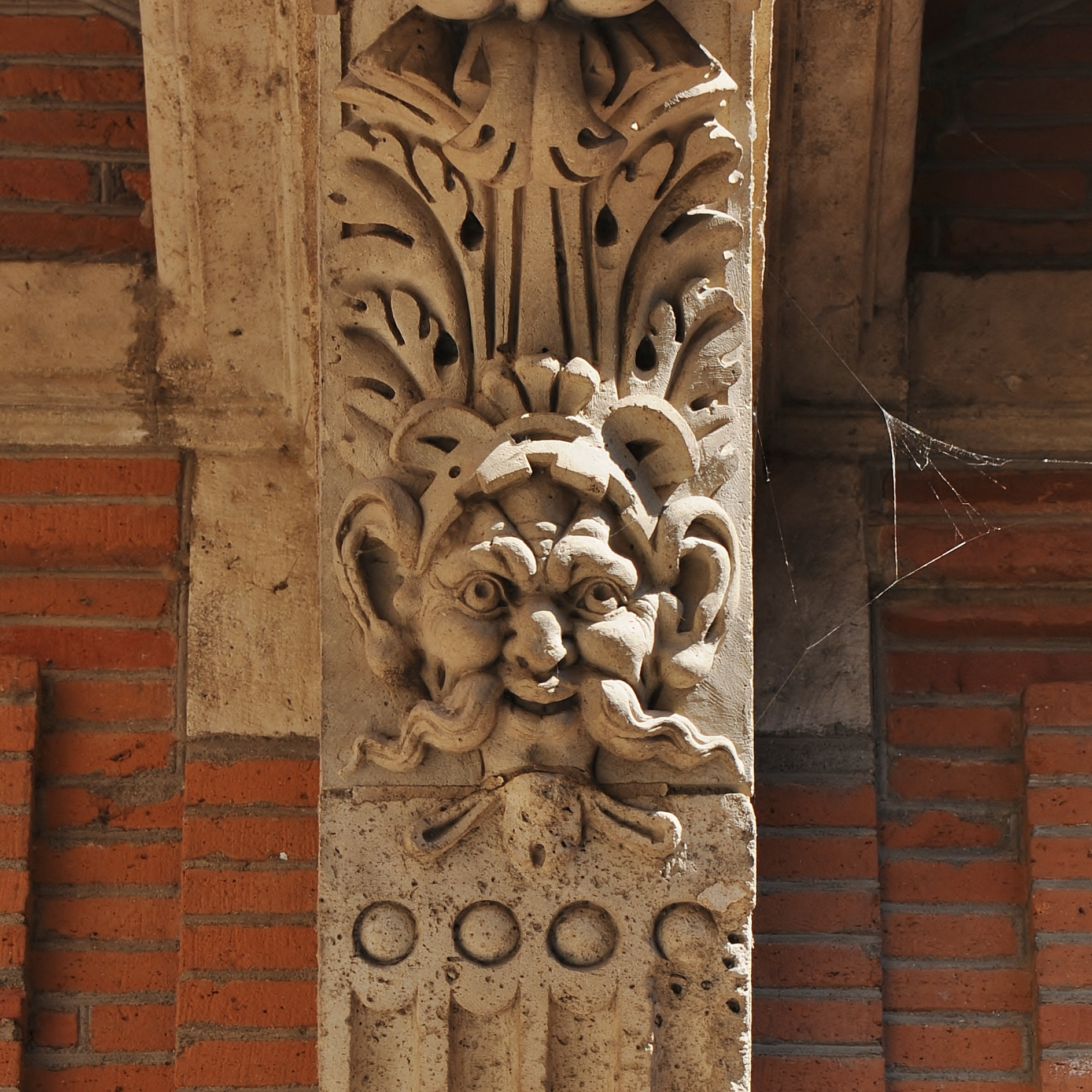
Masque antiquisant.
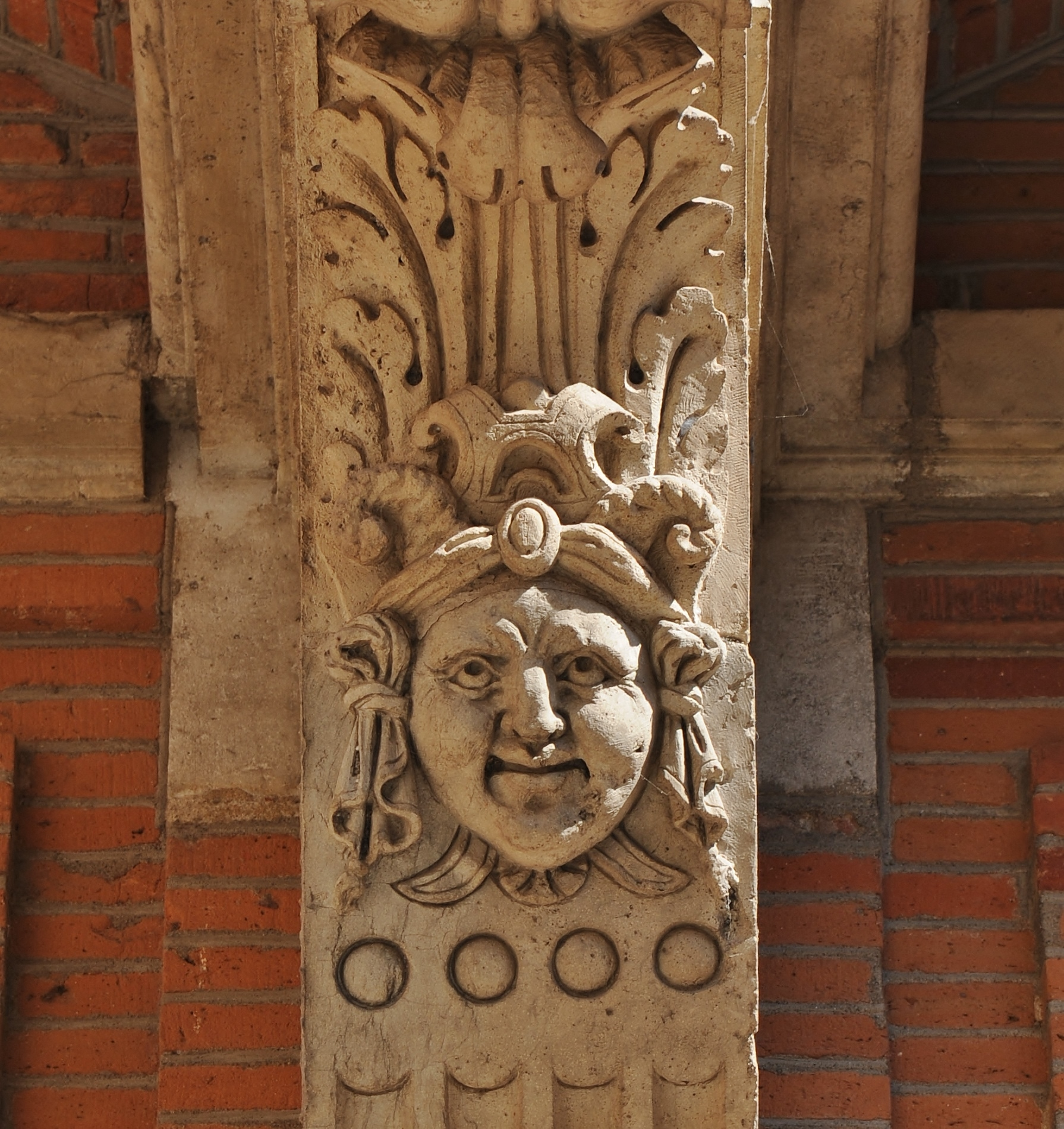
Masque antiquisant.
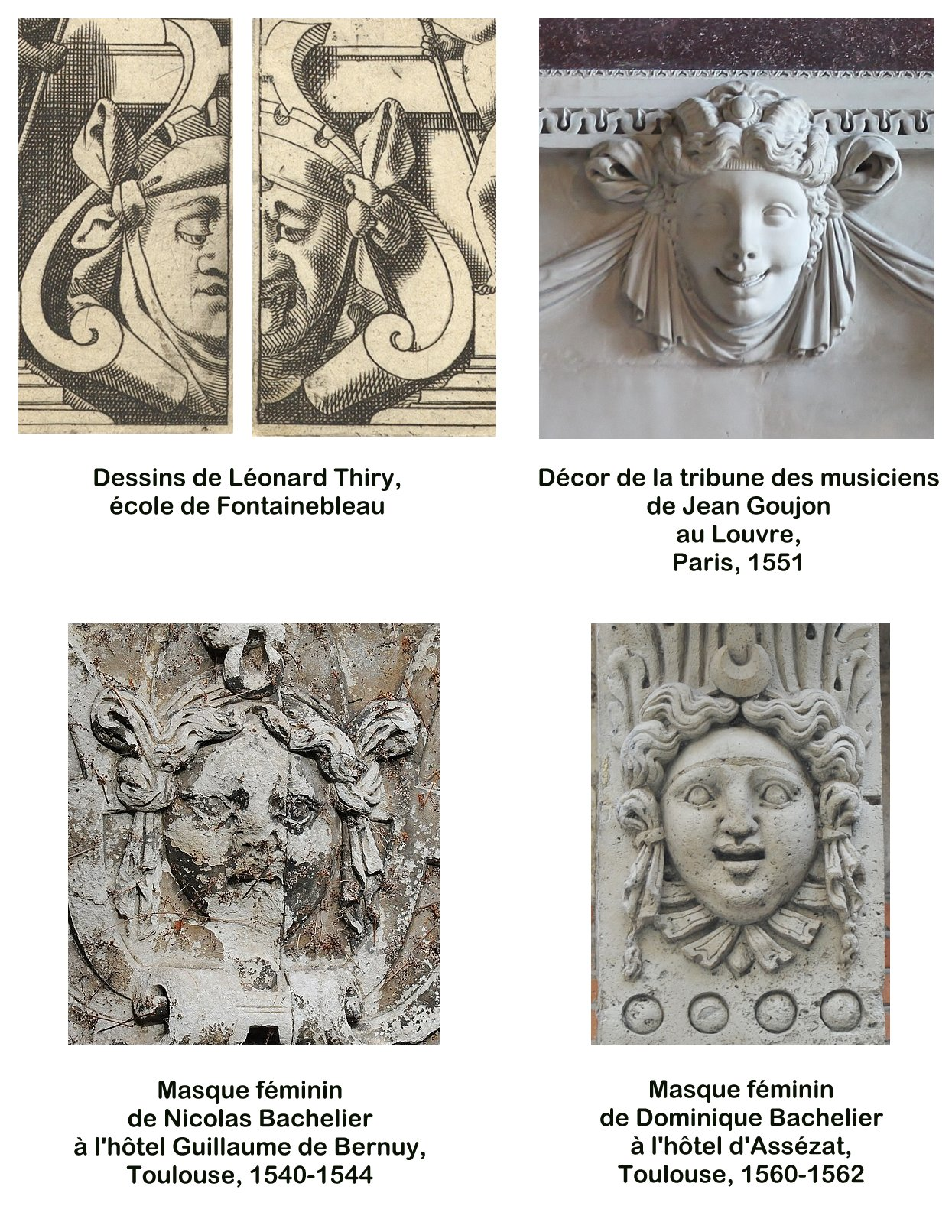
Des sources d'inspiration variées.
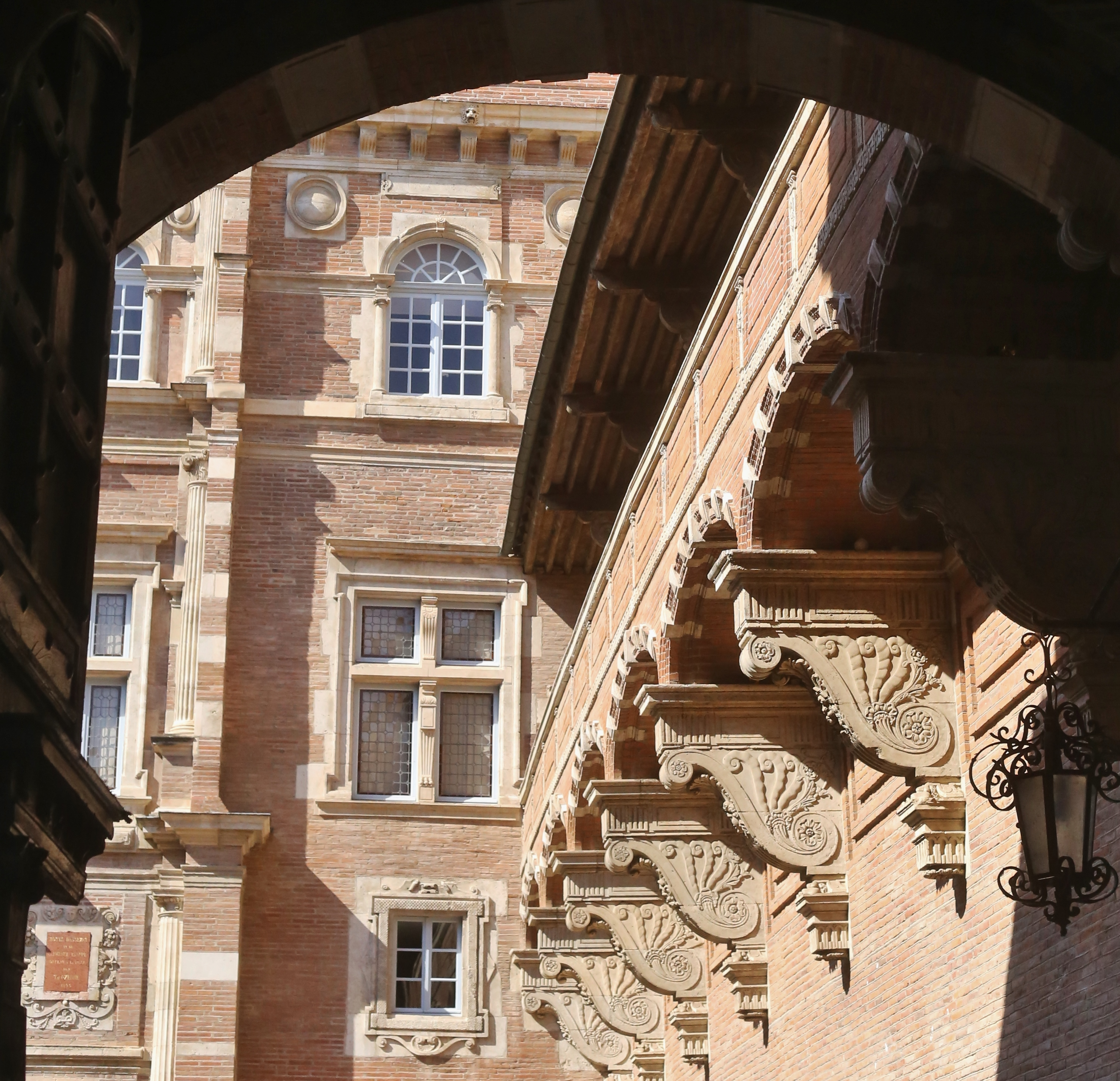
Consoles et gousses ioniques.
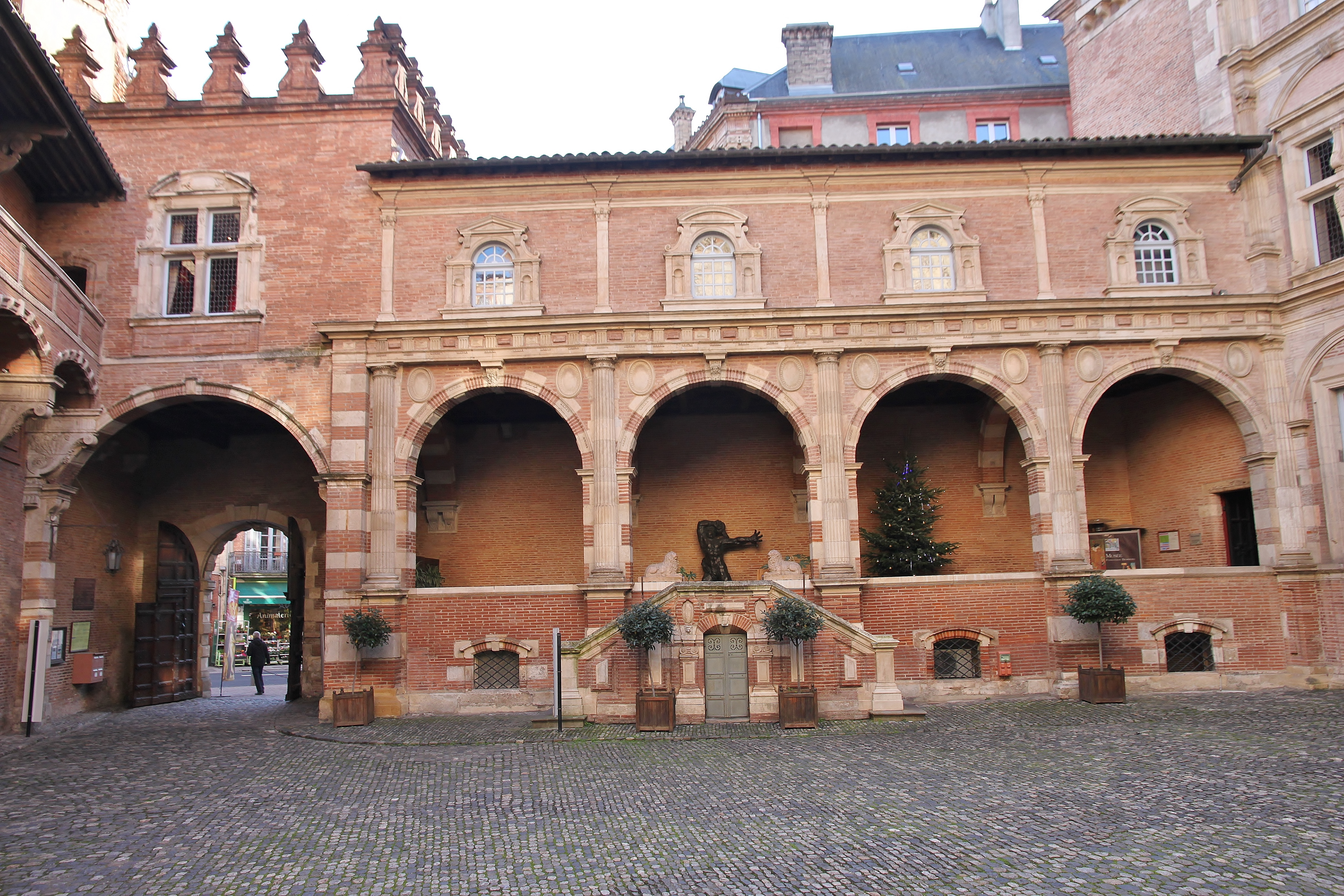
La loggia.
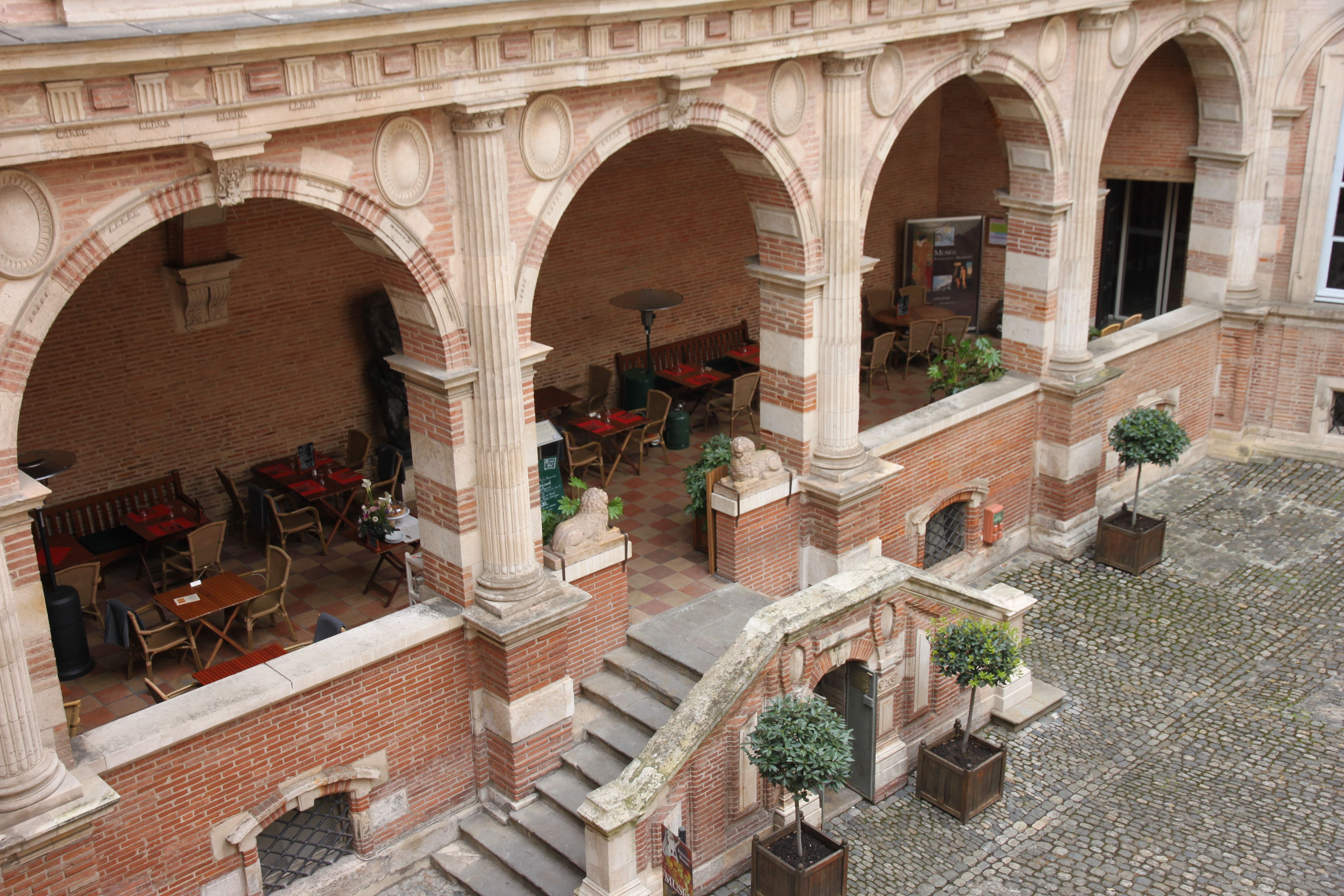
La loggia.
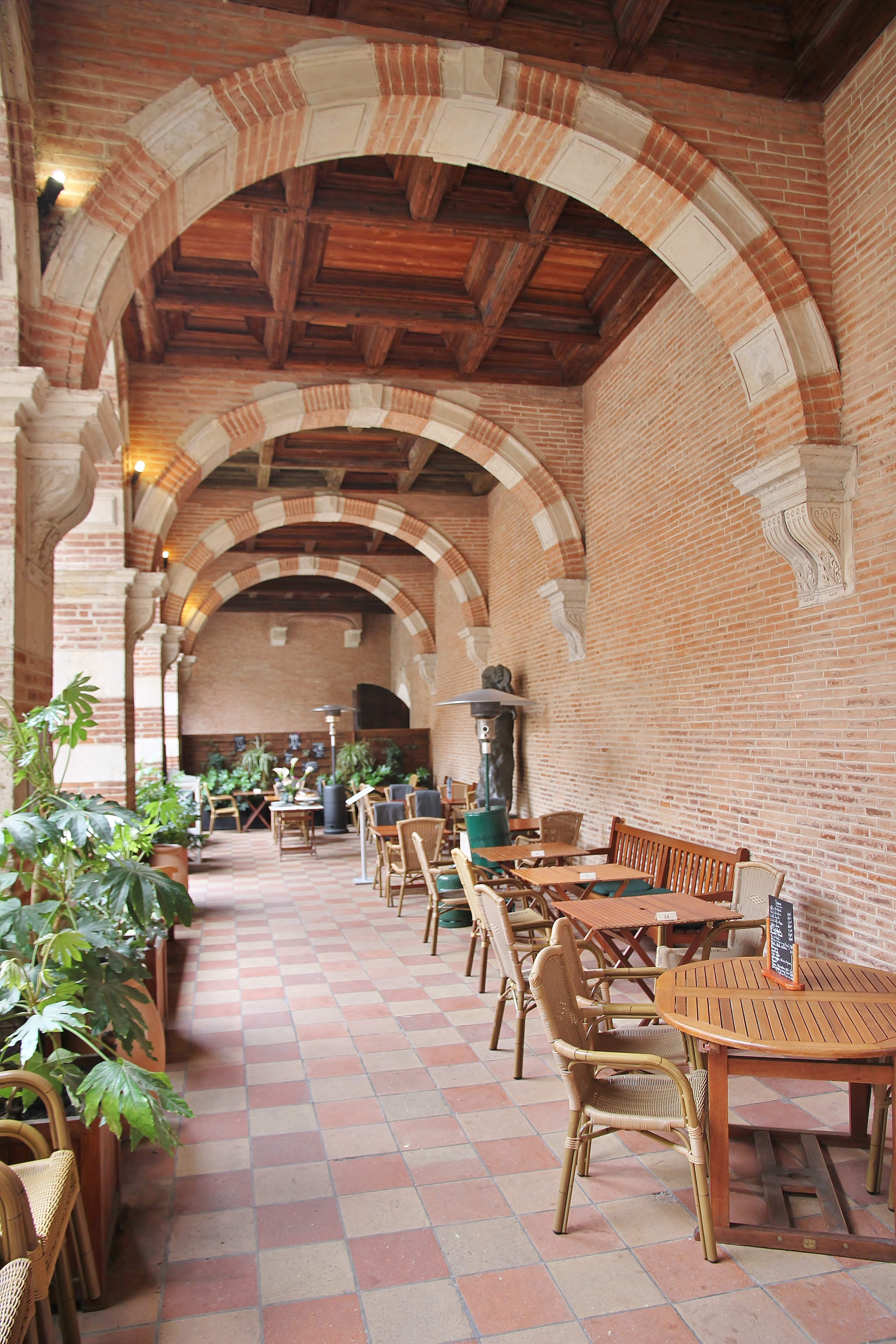
La loggia.
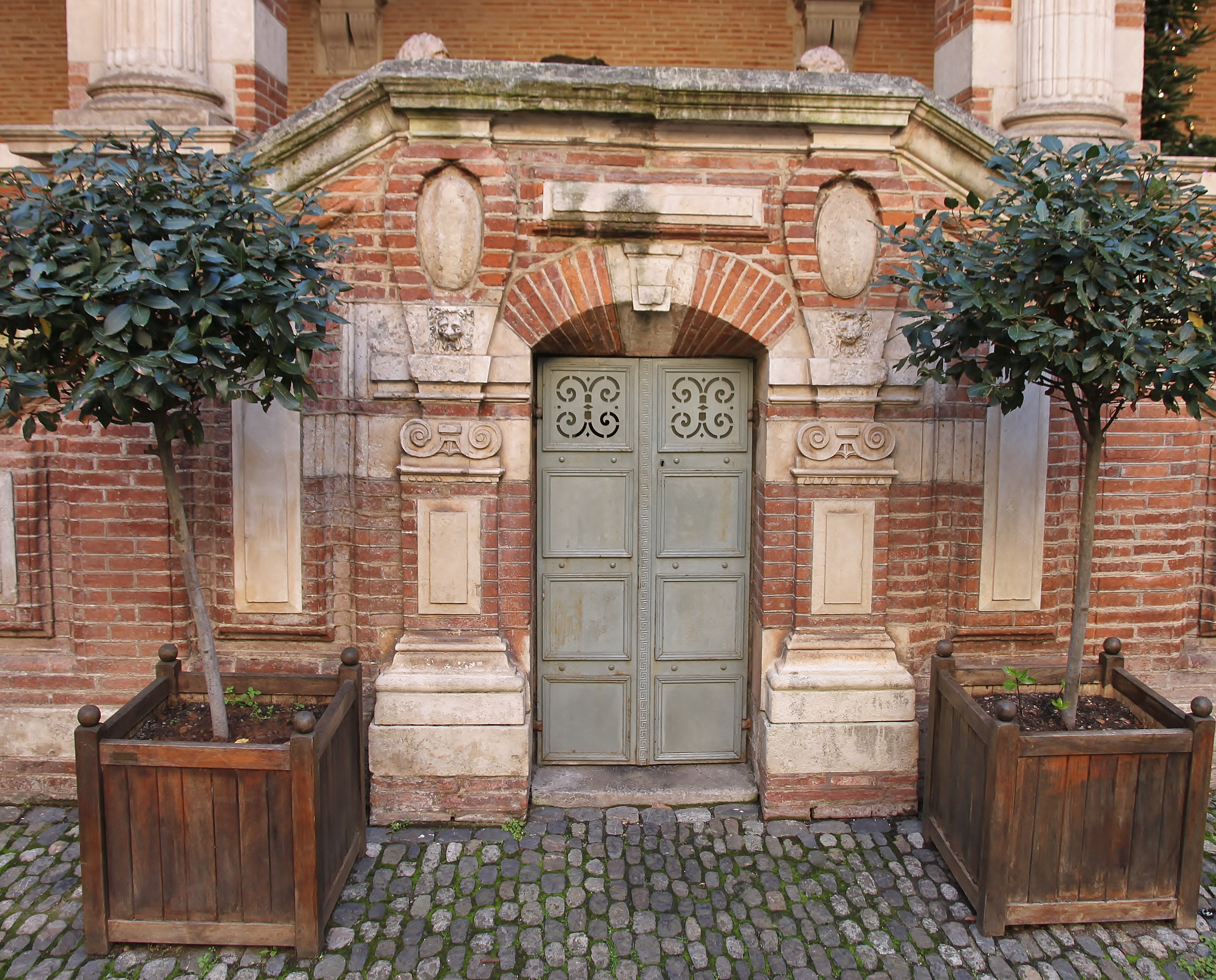
Petite porte menant aux caves sous l'escalier de la loggia.
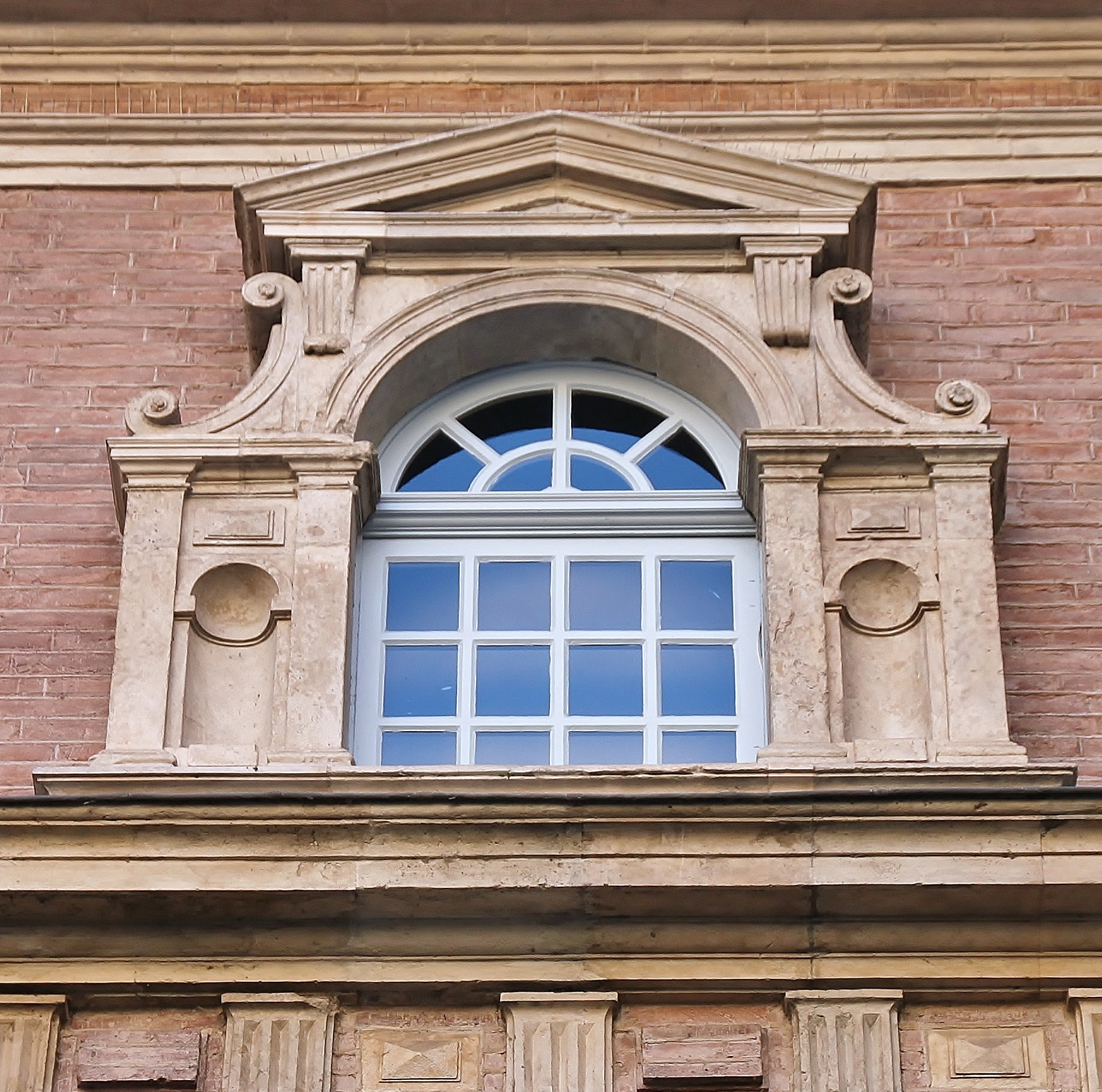
Fenêtre au-dessus de la loggia.

### Le portail d'entrée
Mélange de puissance et d'érudition délicate, le portail d'entrée monumental élevé par Dominique Bachelier s'inspire pour les grandes lignes de la porte délicate 5 du Livre extraordinaire de Sebastiano Serlio. Rythmé par des pierres saillantes, l'arc de la porte est flanqué de pilastres doriques décorés en alternance de pointes de diamant et de pierres vermiculées qui lui confèrent une dimension précieuse. La frise de métopes aux détails très soignés et les ornements de la fenêtre supérieure entourée de pilastres ioniques sont autant de marques d'un raffinement sophistiqué mettant en valeur la culture savante du commanditaire.

Photographies du pavillon d'entrée
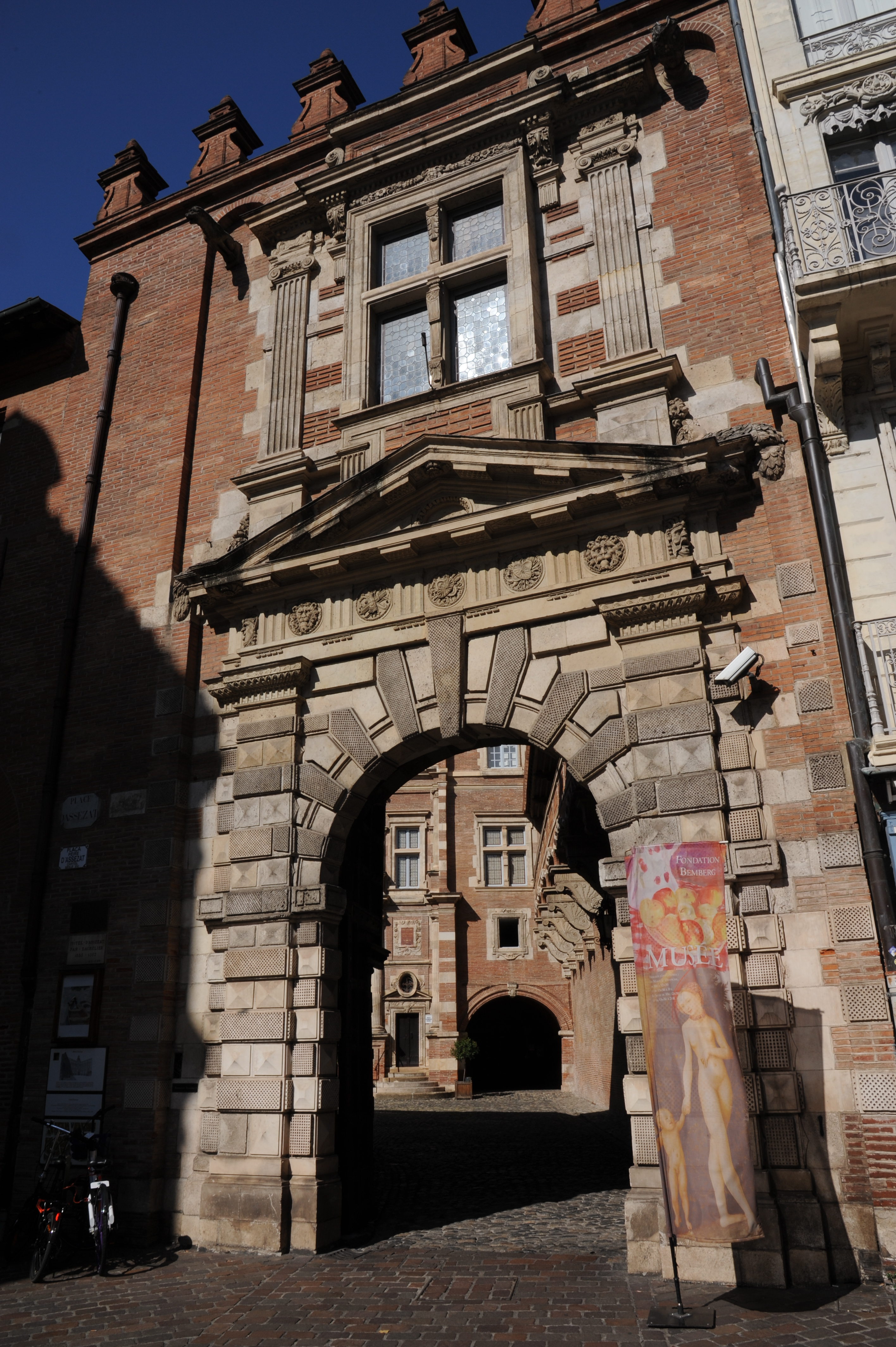
Le pavillon d'entrée.
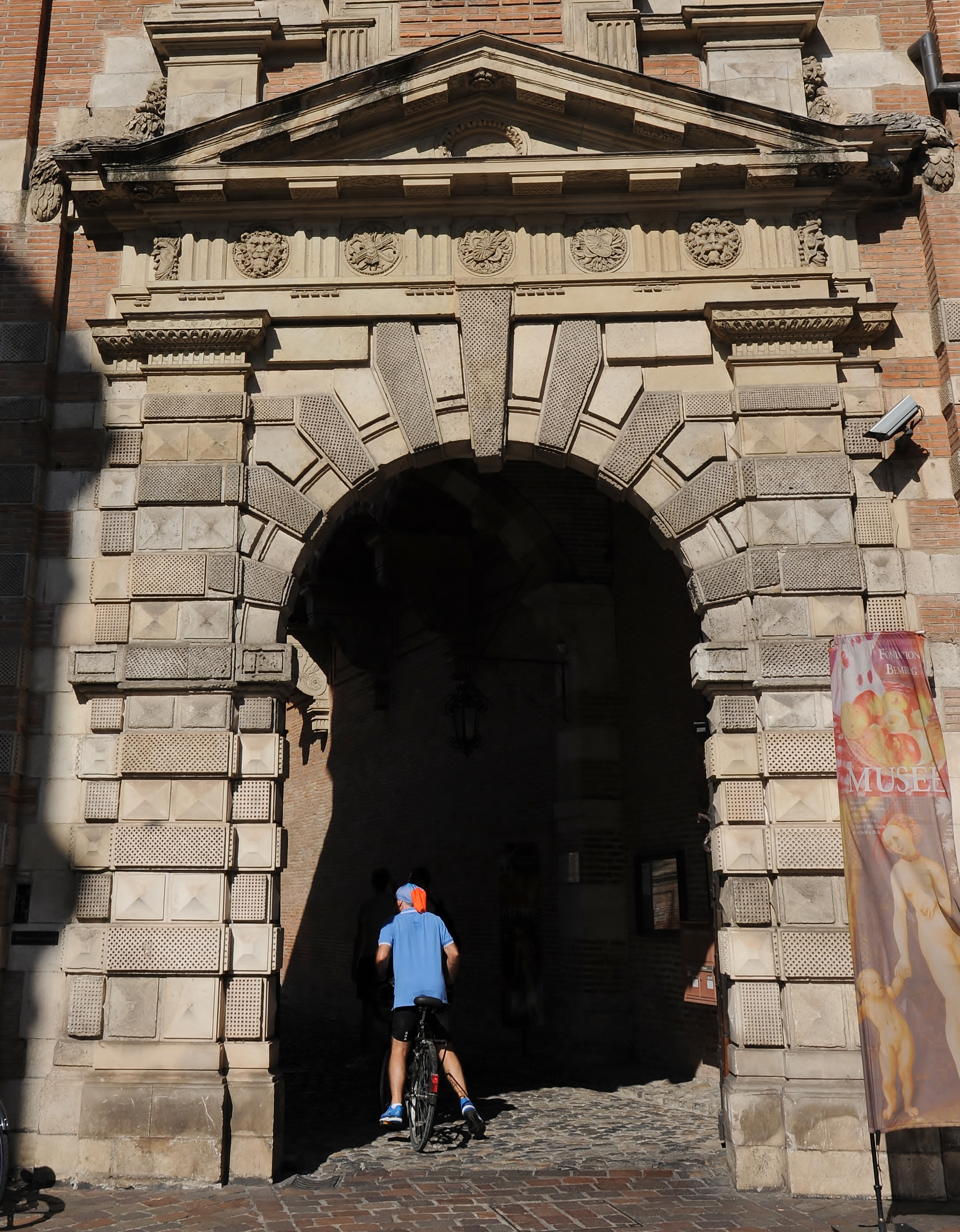
Le portail d'entrée.
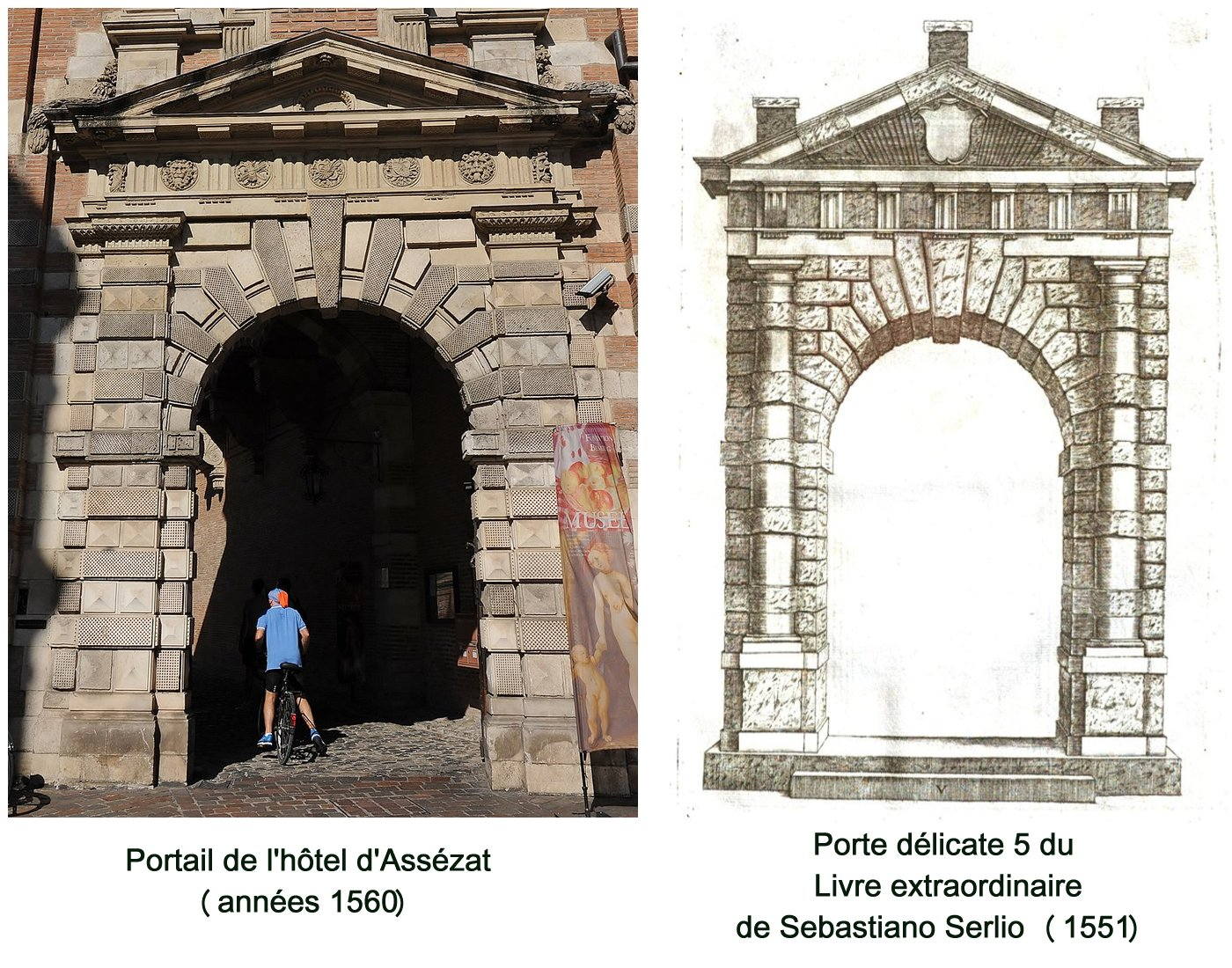
Influence d'une gravure de Serlio sur le portail.
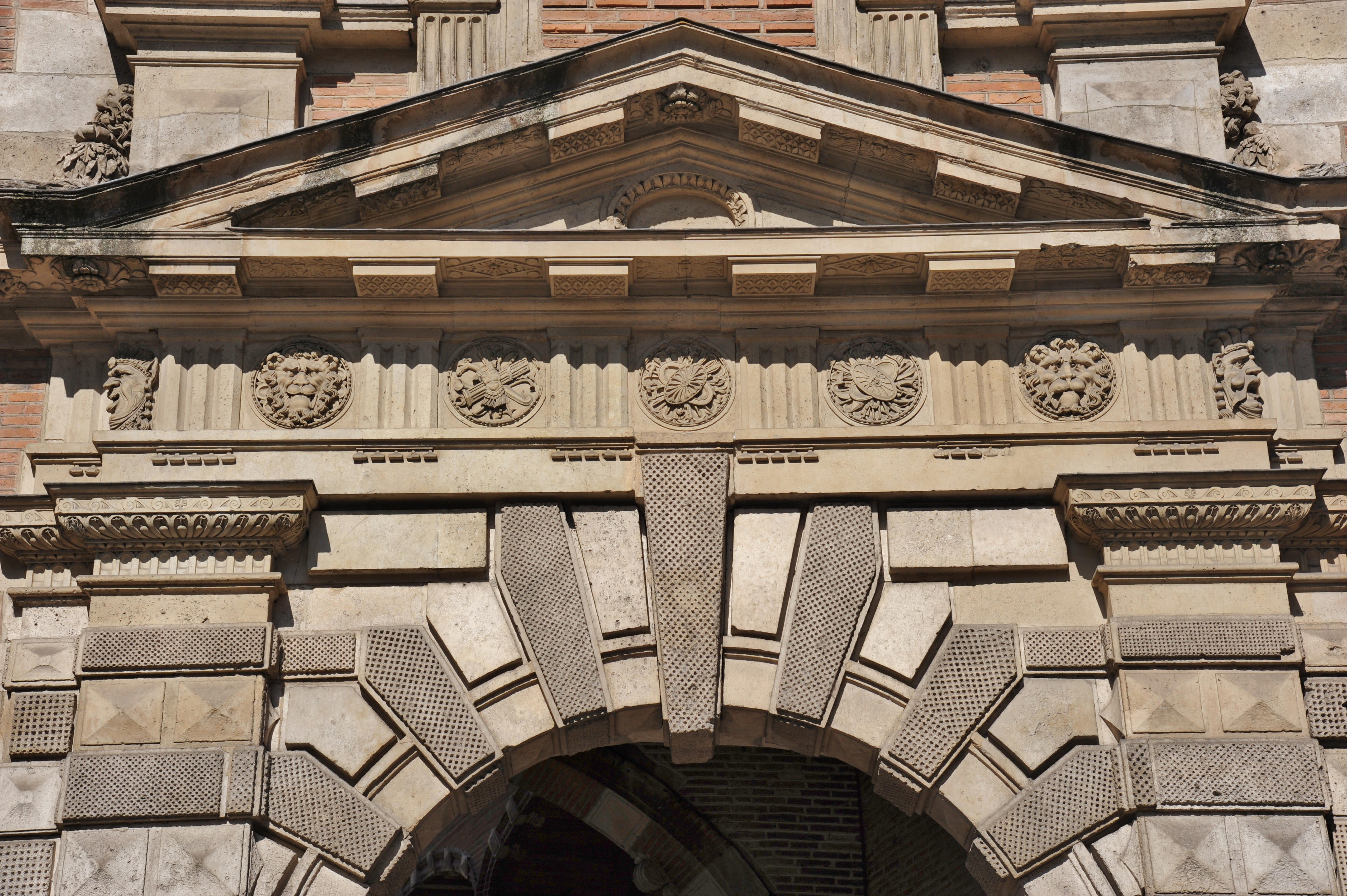
Frise de métopes.
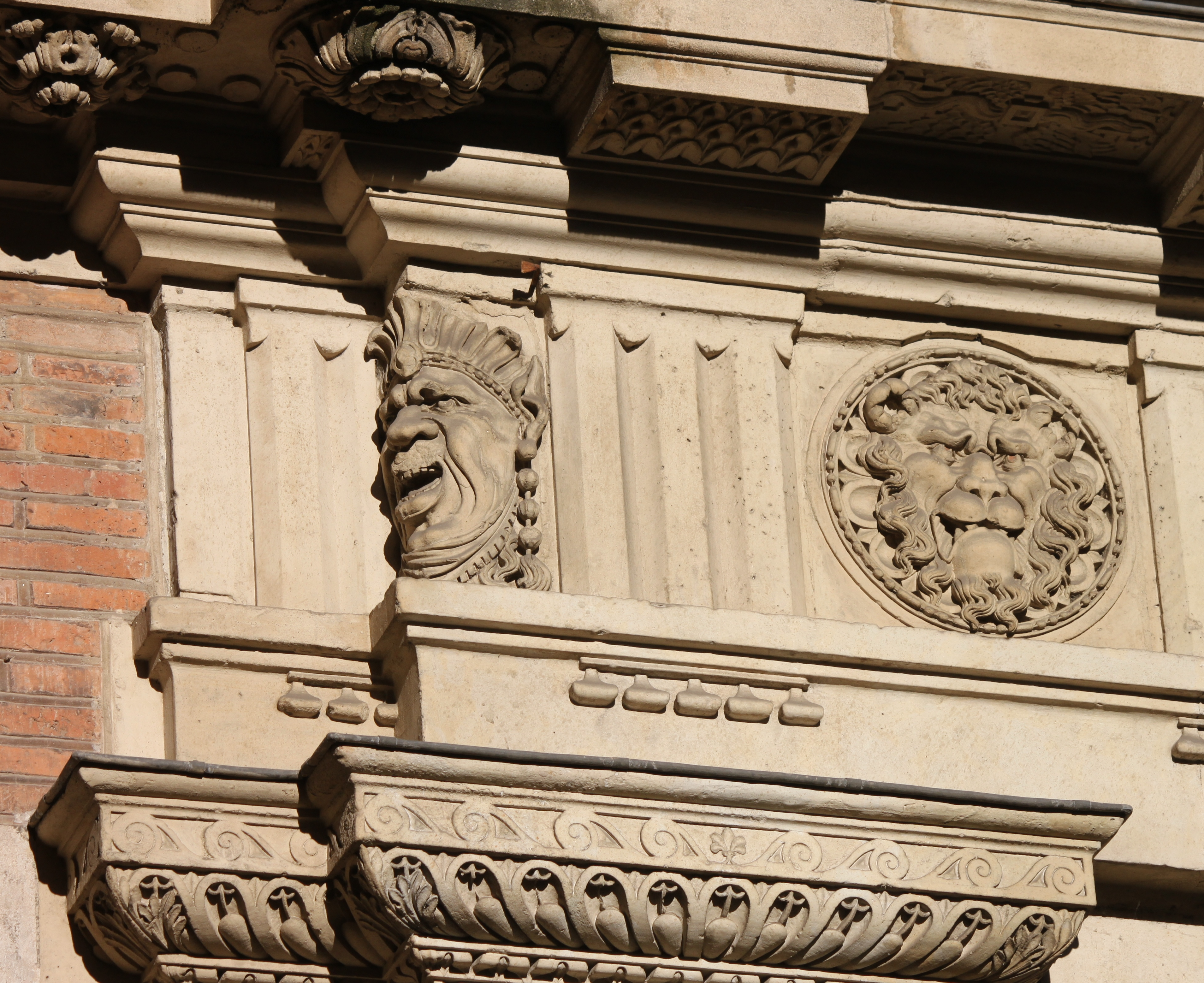
Détail du portail.
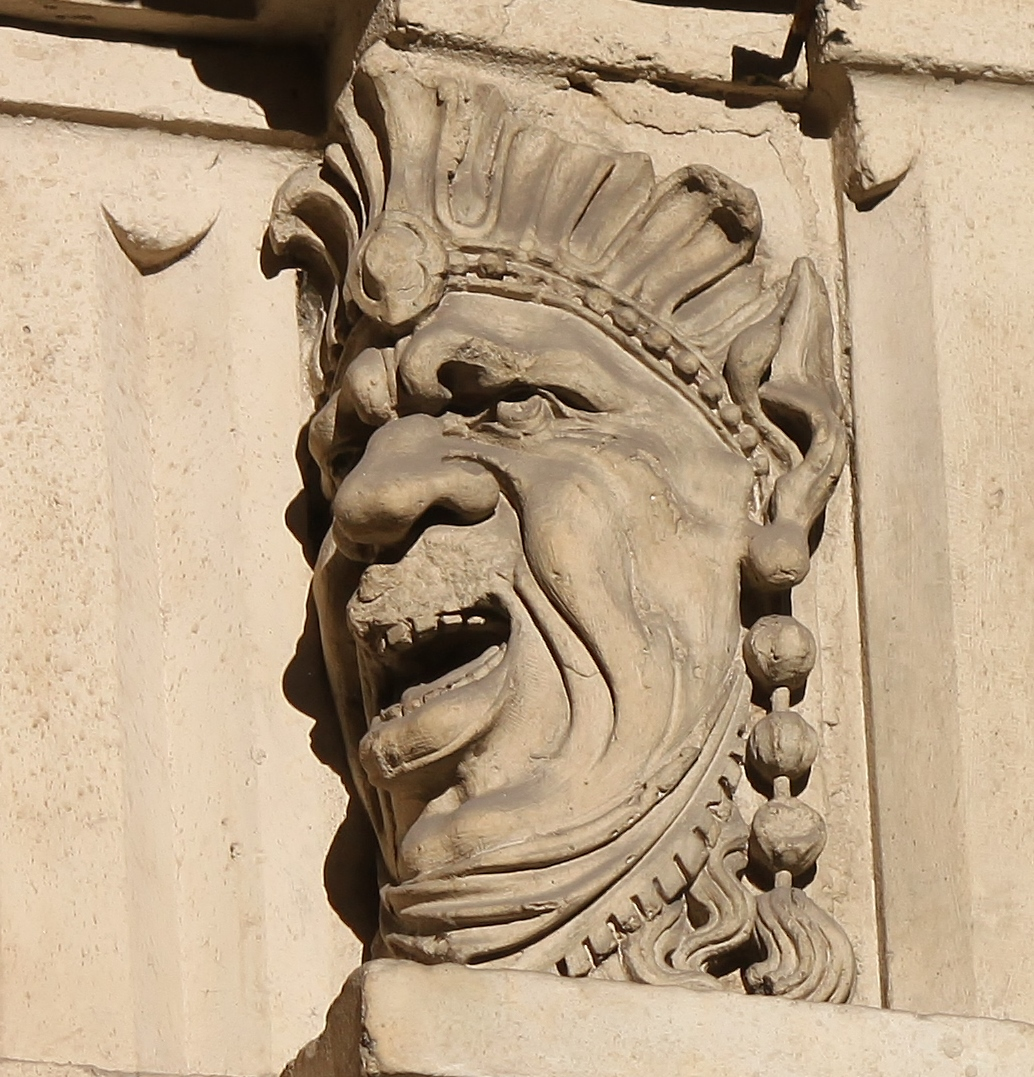
Une figure d'Amérindien, l'attrait de la nouveauté.
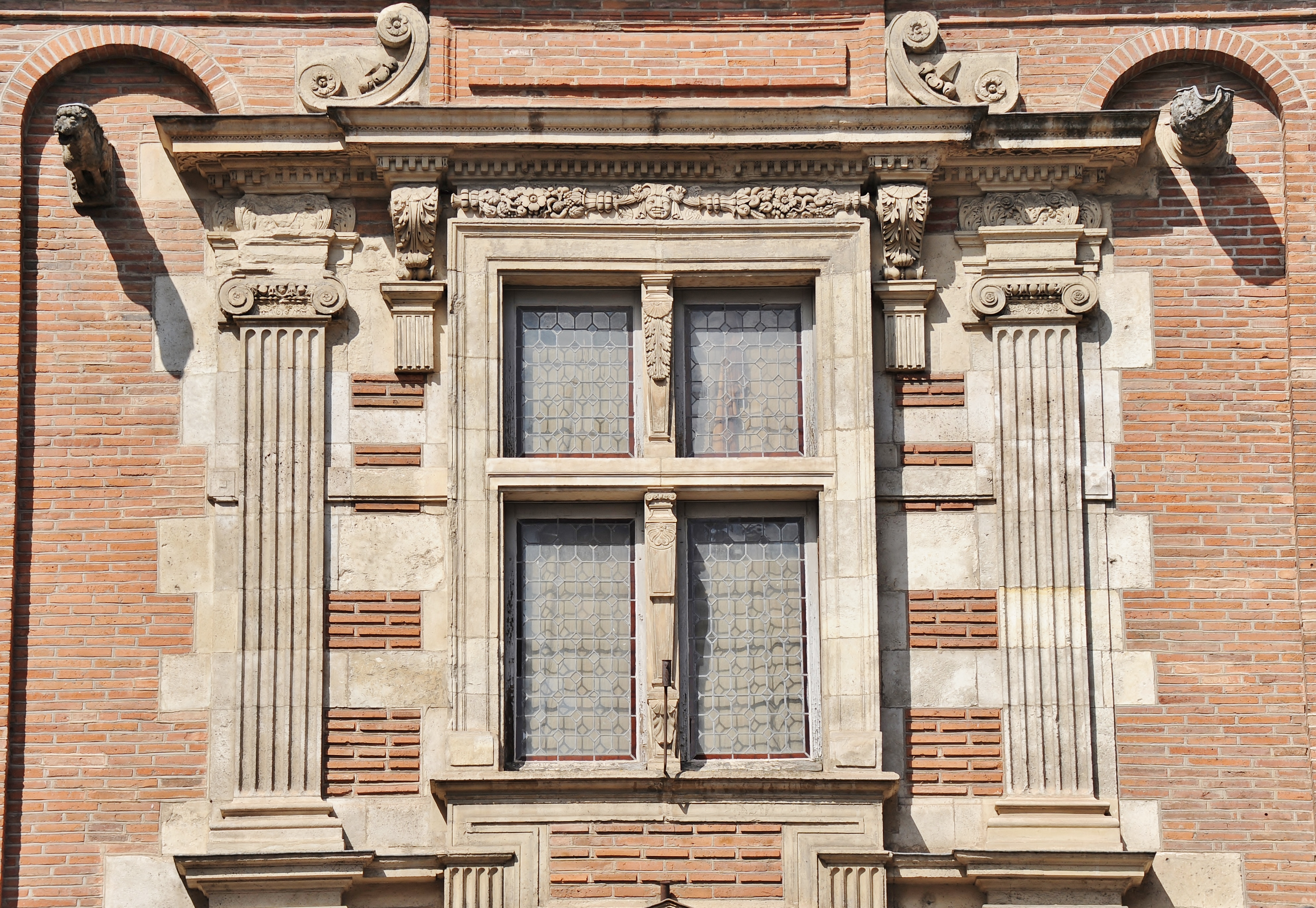
Fenêtre du bureau du marchand sur la rue.
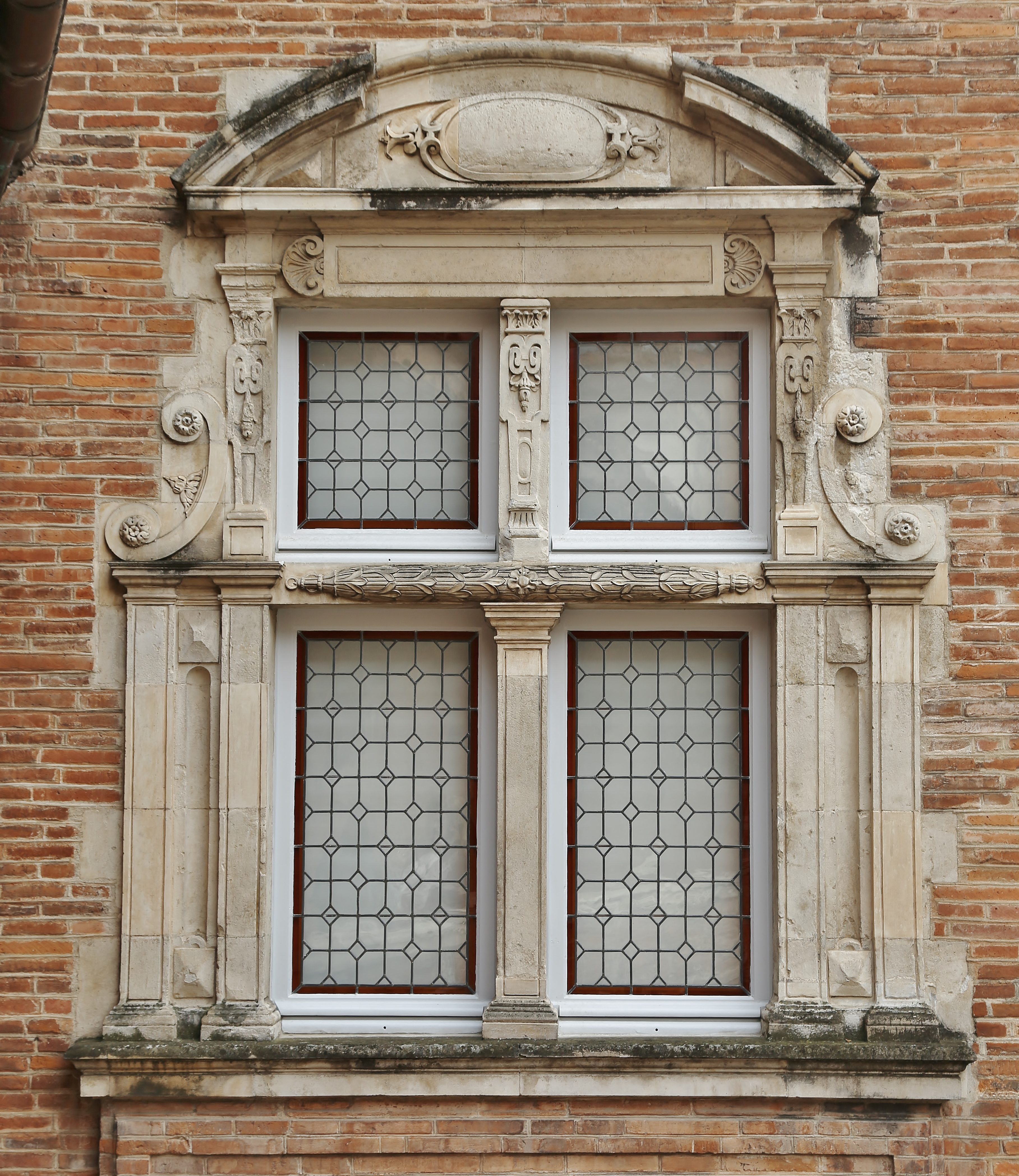
Fenêtre du bureau du marchand sur la cour.
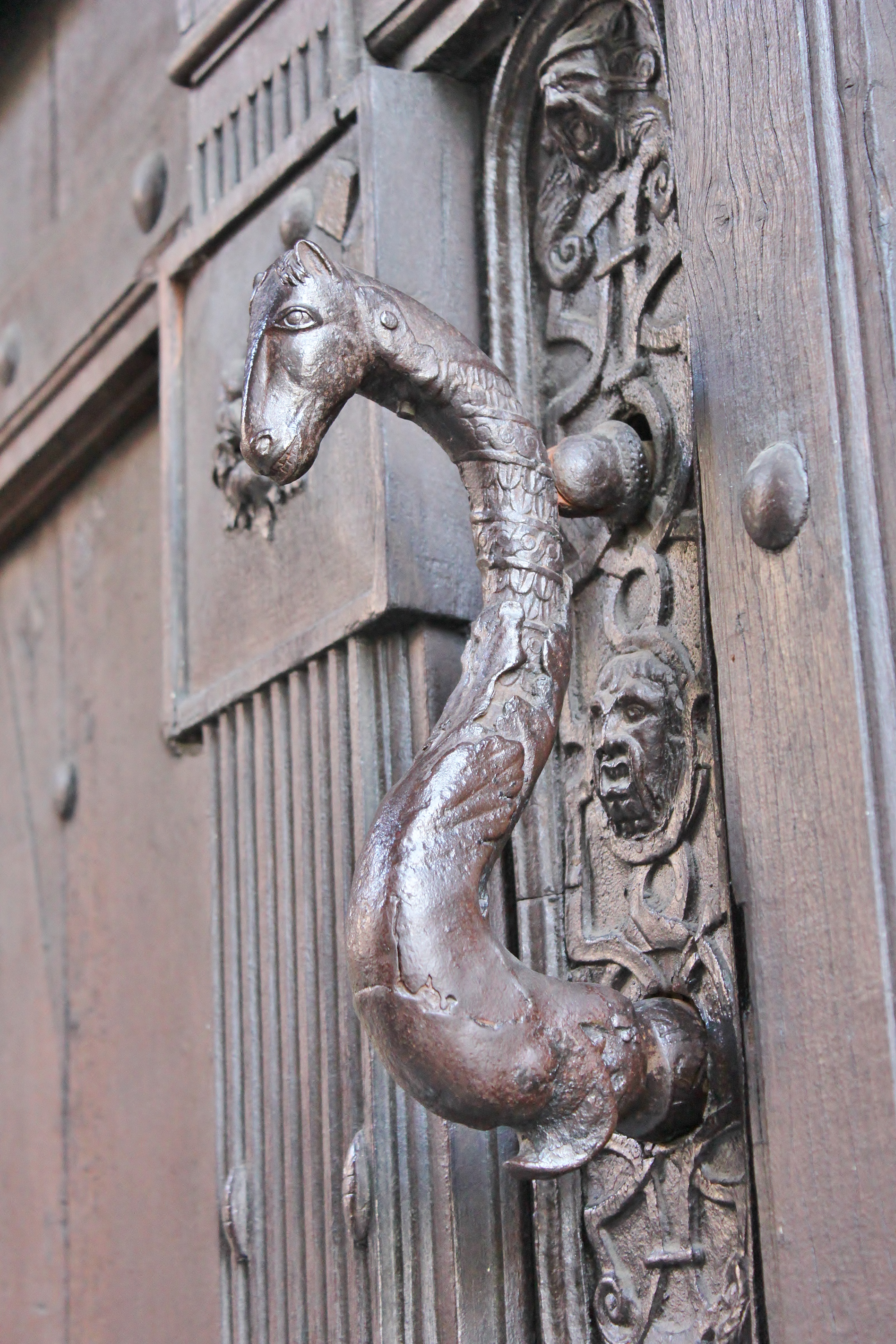
Le heurtoir.

### L'escalier et la tour
Le grand escalier à rampes droites prend place dans un pavillon qui fait saillie dans la cour et lui laisse la place de se déployer. Les ordres d'architecture sont repris sur les paliers, et sur celui du premier étage se dresse une imposante et musculeuse figure de terme masculin. Semblant grimacer sous l'effort, la tête protégée par un coussin tels Atlas et Hercule, il constitue une allusion à la mythologie et un symbole d'érudition, et n'est pas sans évoquer les géants peints par Jules Romain au palais du Te de Mantoue.
Le couronnement en brique de la tour en fait la plus haute des hôtels particuliers de la ville. Véritable tour d'orgueil, elle possède deux terrasses et un chemin de ronde. Probablement terminée par Dominique Bachelier, il lui a donné la forme d'un tempietto italien et l'a copiée pour la fortification de Villefranche-de-Rouergue.

Photographies de la tour d'escalier
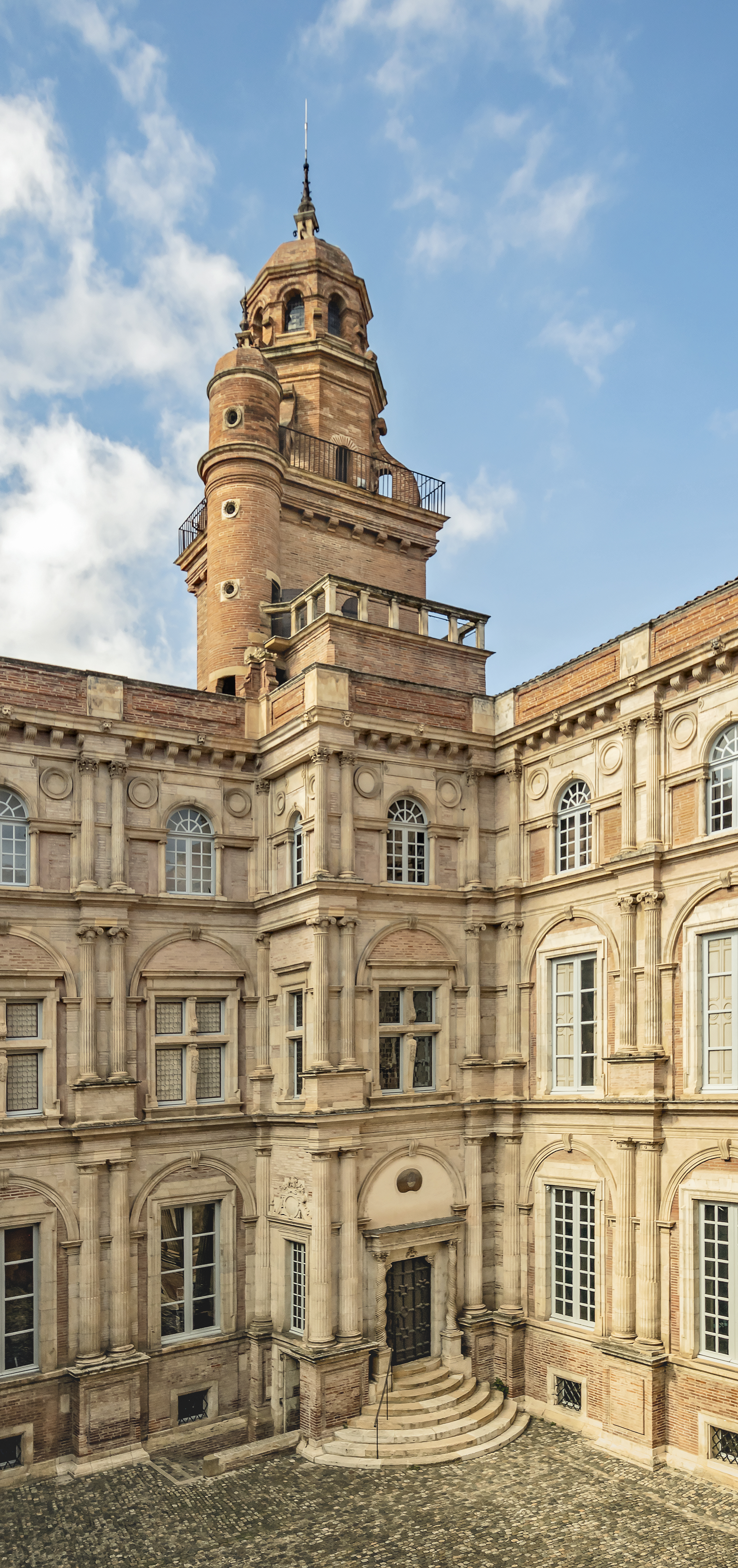
La tour d'escalier.
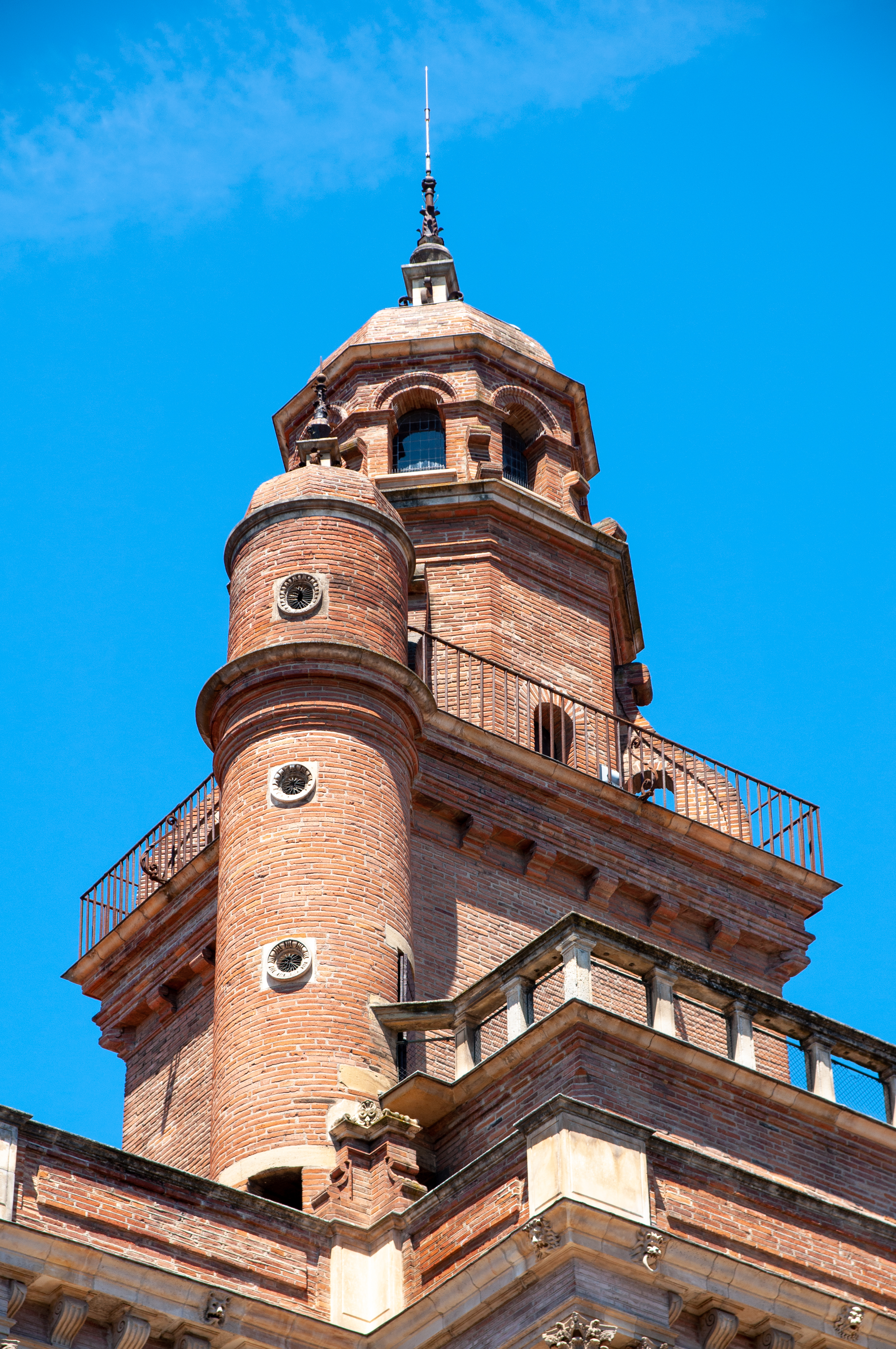
Le sommet de la tour.
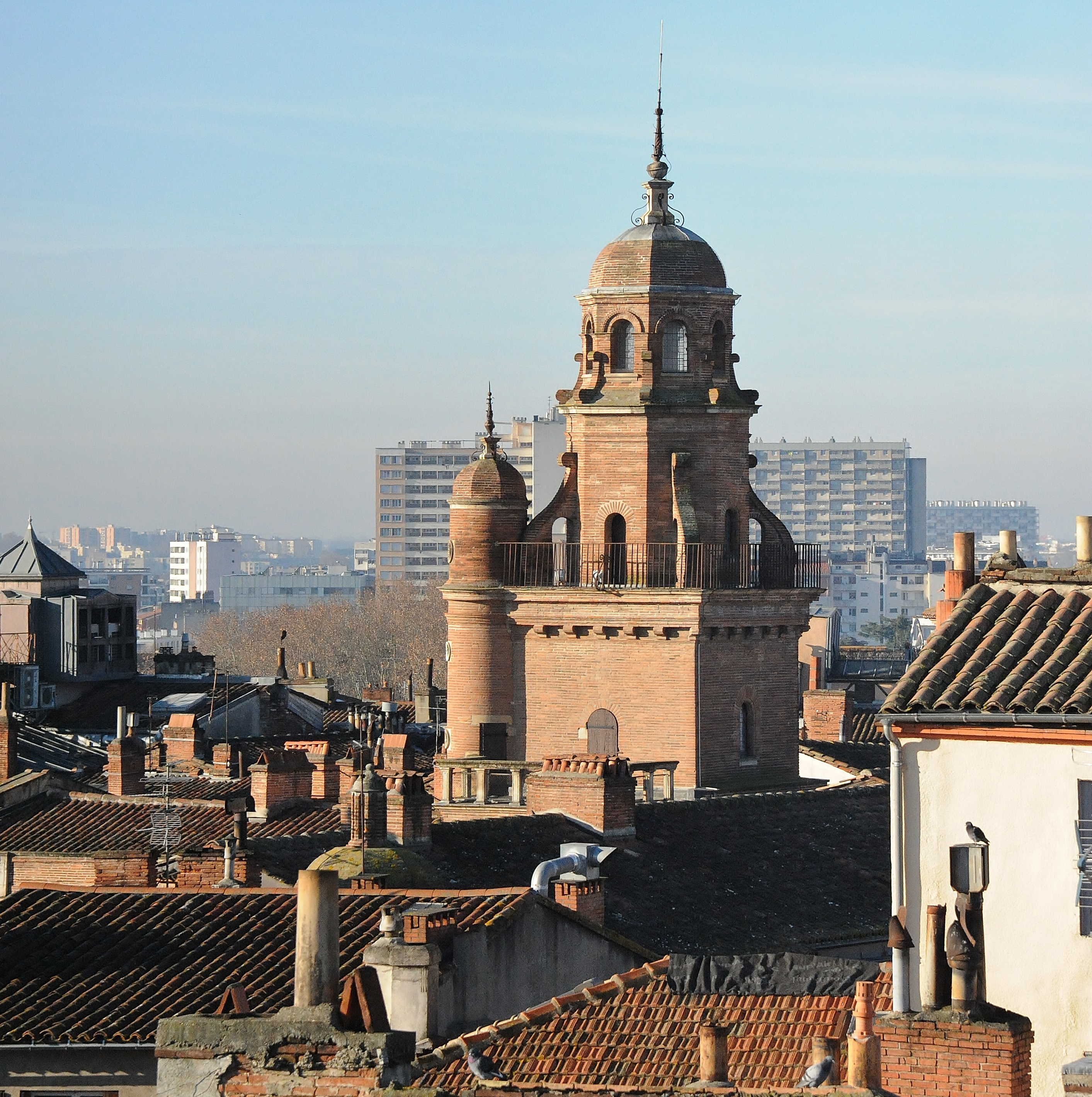
Le sommet de la tour.
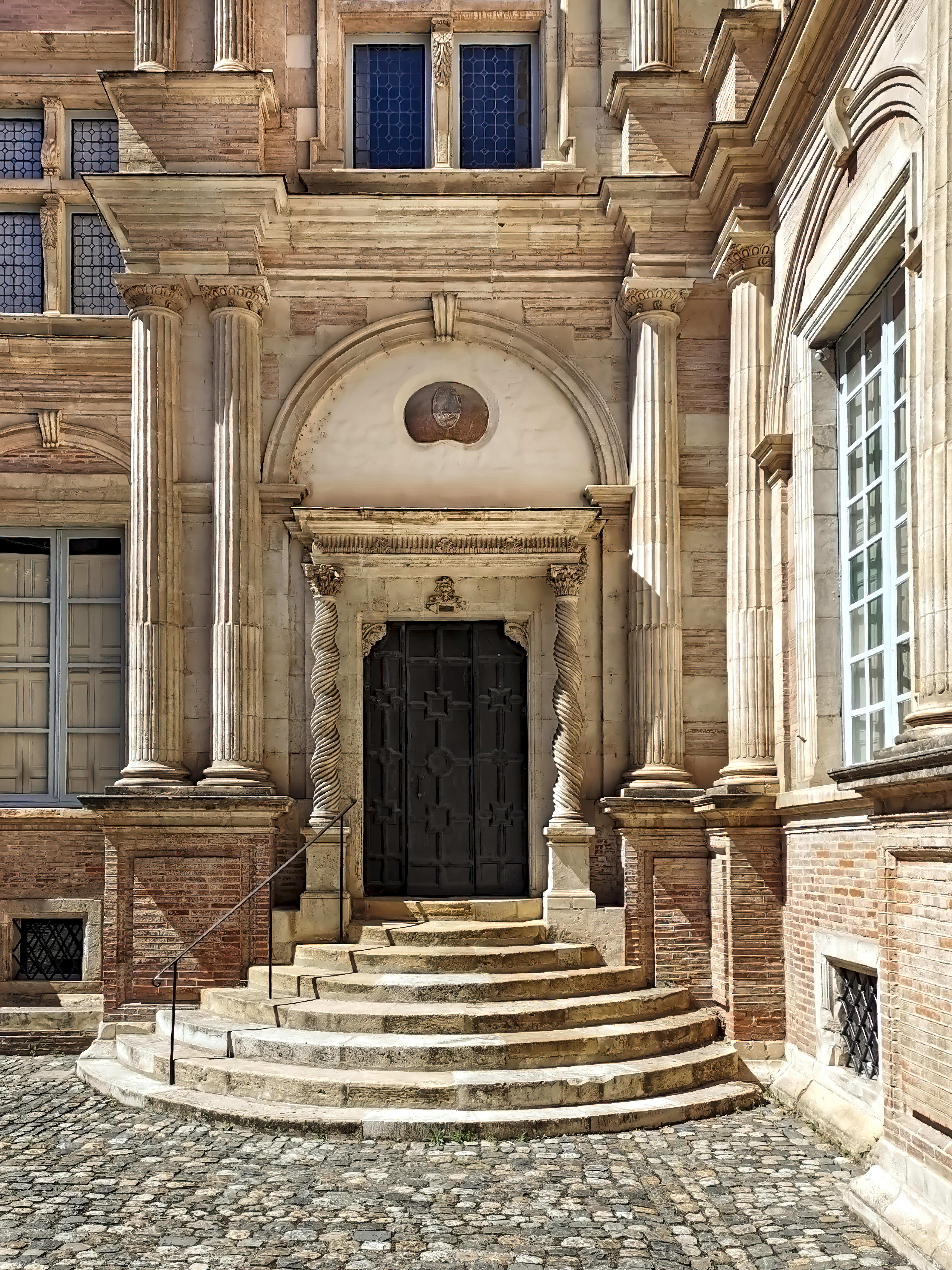
Porte de l'escalier d'honneur.
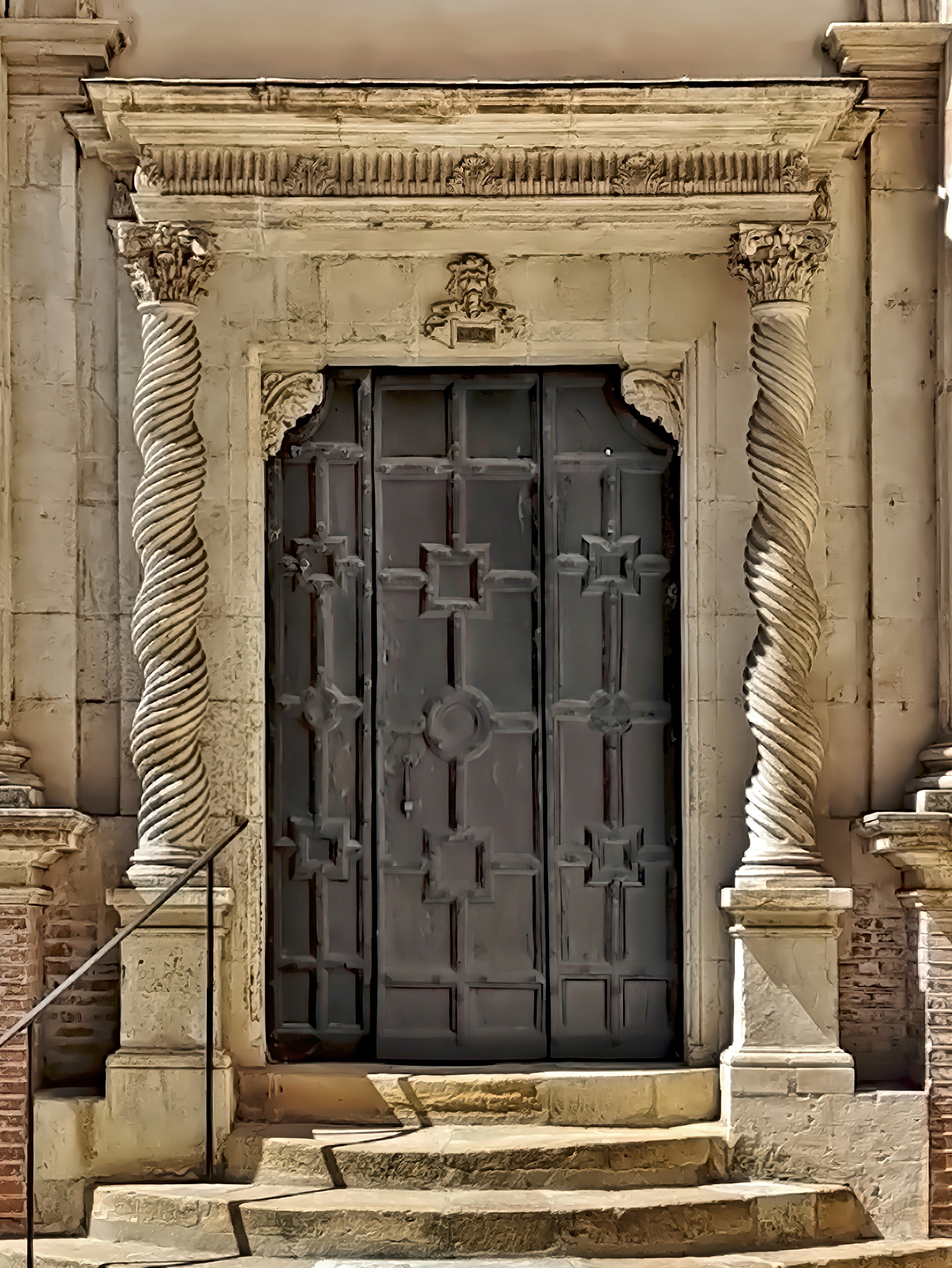
Colonnes salomoniques.
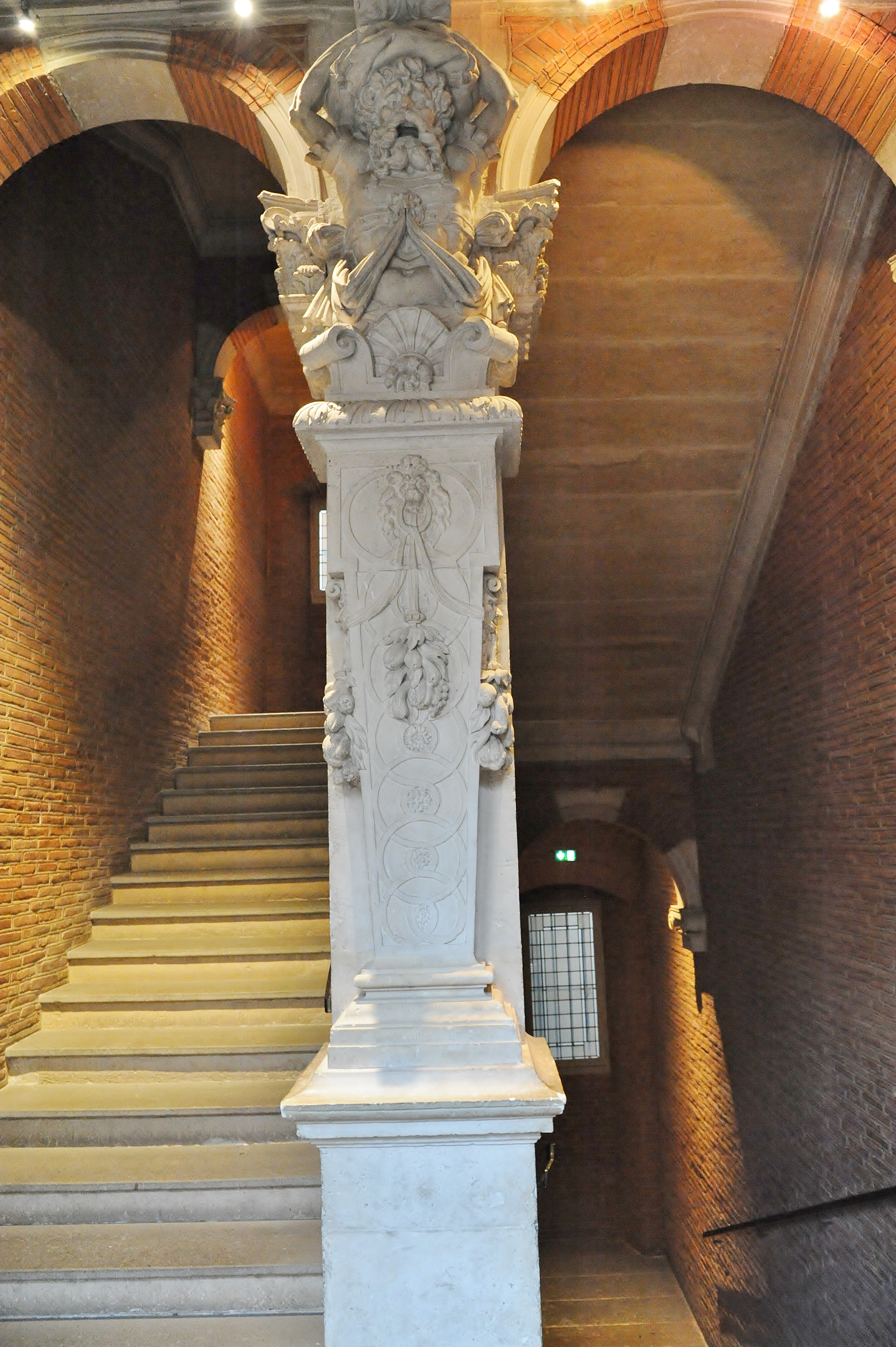
L'escalier.
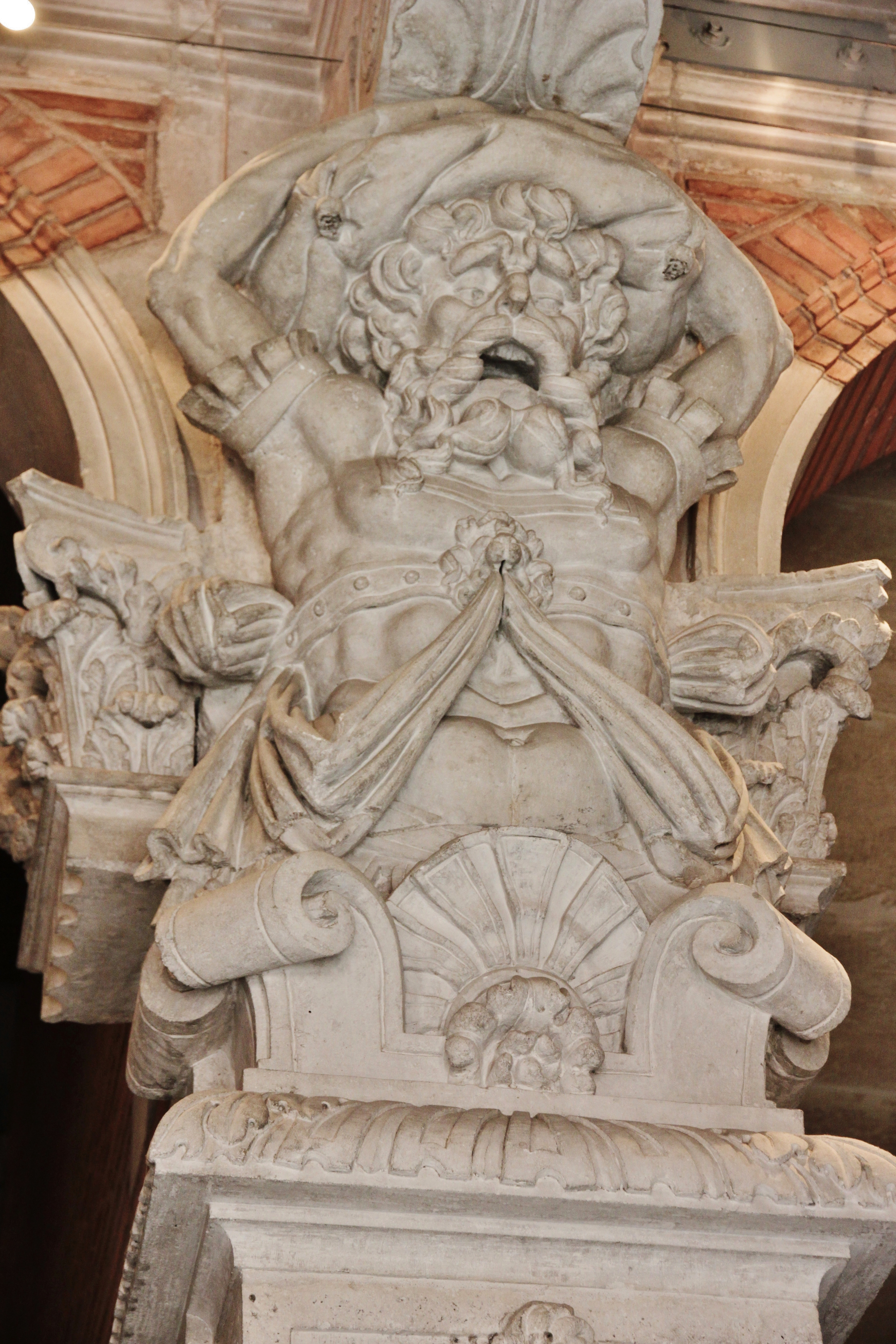
Atlante dans l'escalier d'honneur.
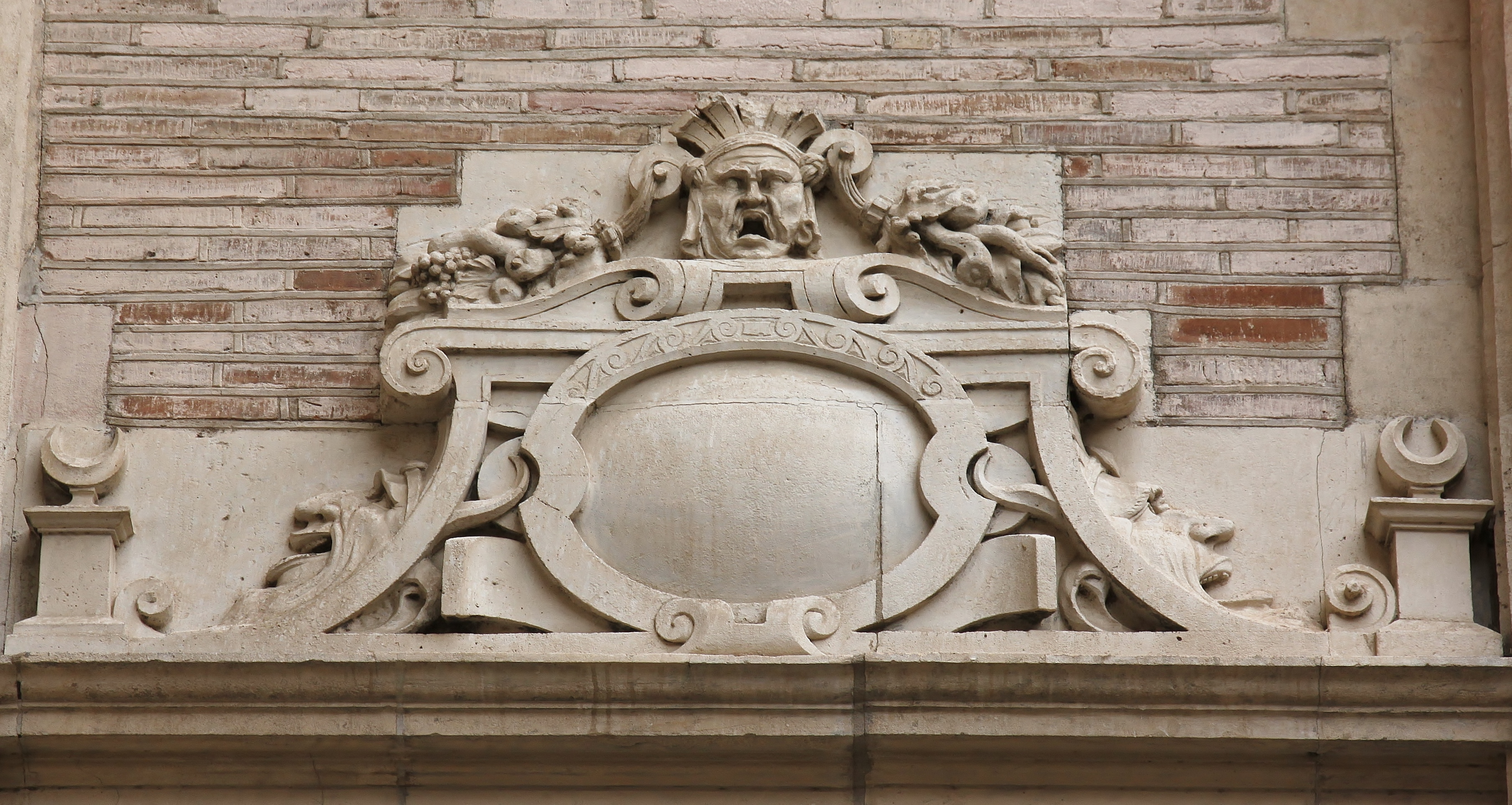
Décor maniériste.

## La Fondation Bemberg

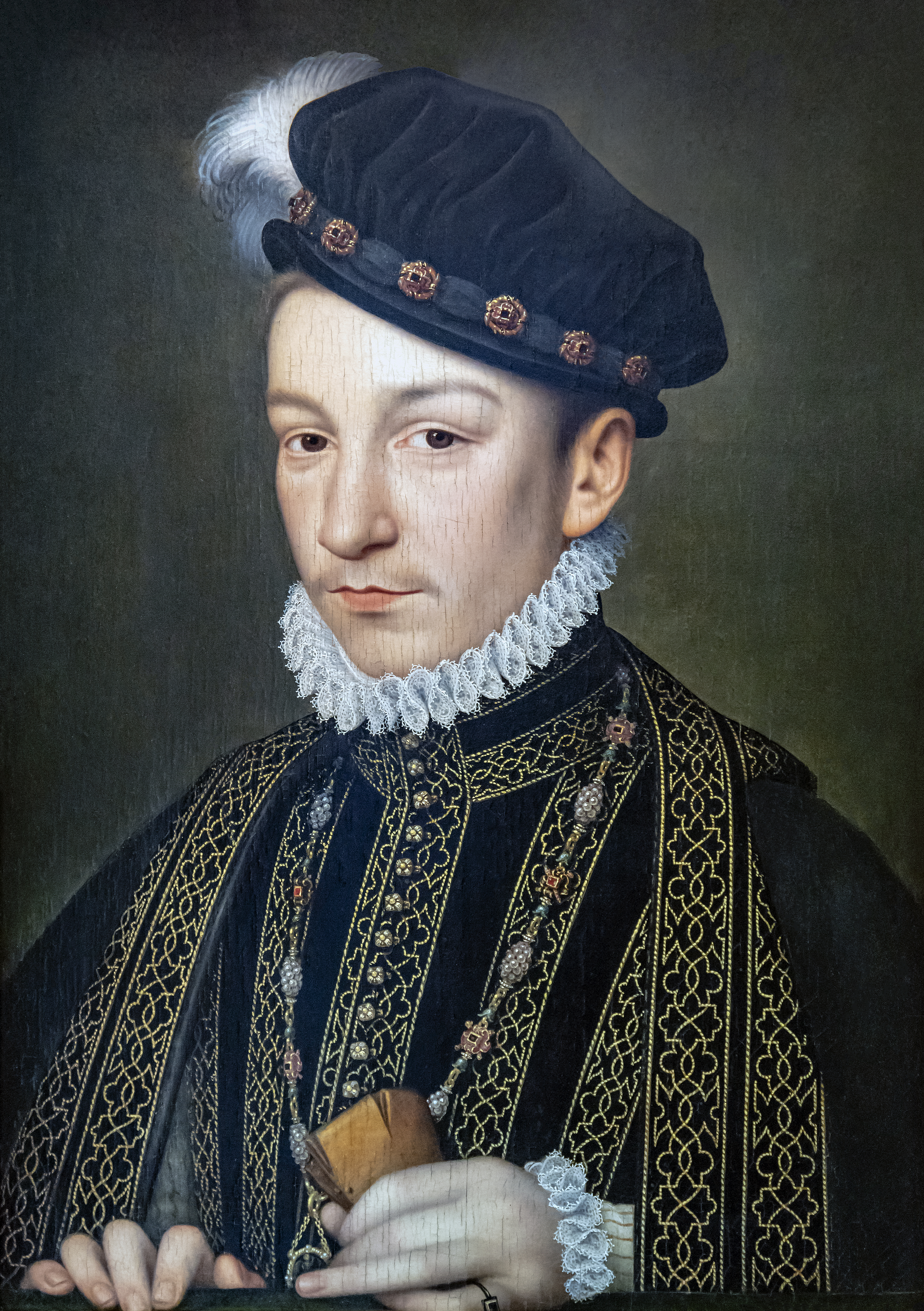
Charles IX de France par François Clouet.

L'hôtel d'Assézat accueille en particulier le musée de la Fondation Bemberg. En 1994, Georges Bemberg, riche argentin amateur d'art, prête pour 99 ans à la municipalité la remarquable collection qu'il a réunie (1 100 œuvres réparties entre tableaux, sculptures et objets d'art) afin de la rendre accessible au public. Parmi les objets exposés, la peinture et le dessin occupent une place privilégiée, avec par exemple un ensemble unique de plus de trente toiles de Pierre Bonnard et des œuvres de grands peintres des différentes écoles européennes de peinture, du XVe au XXe siècle  (Canaletto, Tiepolo, Francois Boucher, Cranach l'Ancien, Titien, Véronèse, Tintoret, Antoine van Dyck, Claude Monet, Henri de Toulouse-Lautrec, Edgar Degas, Paul Gauguin, Paul Cézanne, Henri Matisse, Pablo Picasso, Georges Braque, Amedeo Modigliani...).

Quelques œuvres de la fondation Bemberg
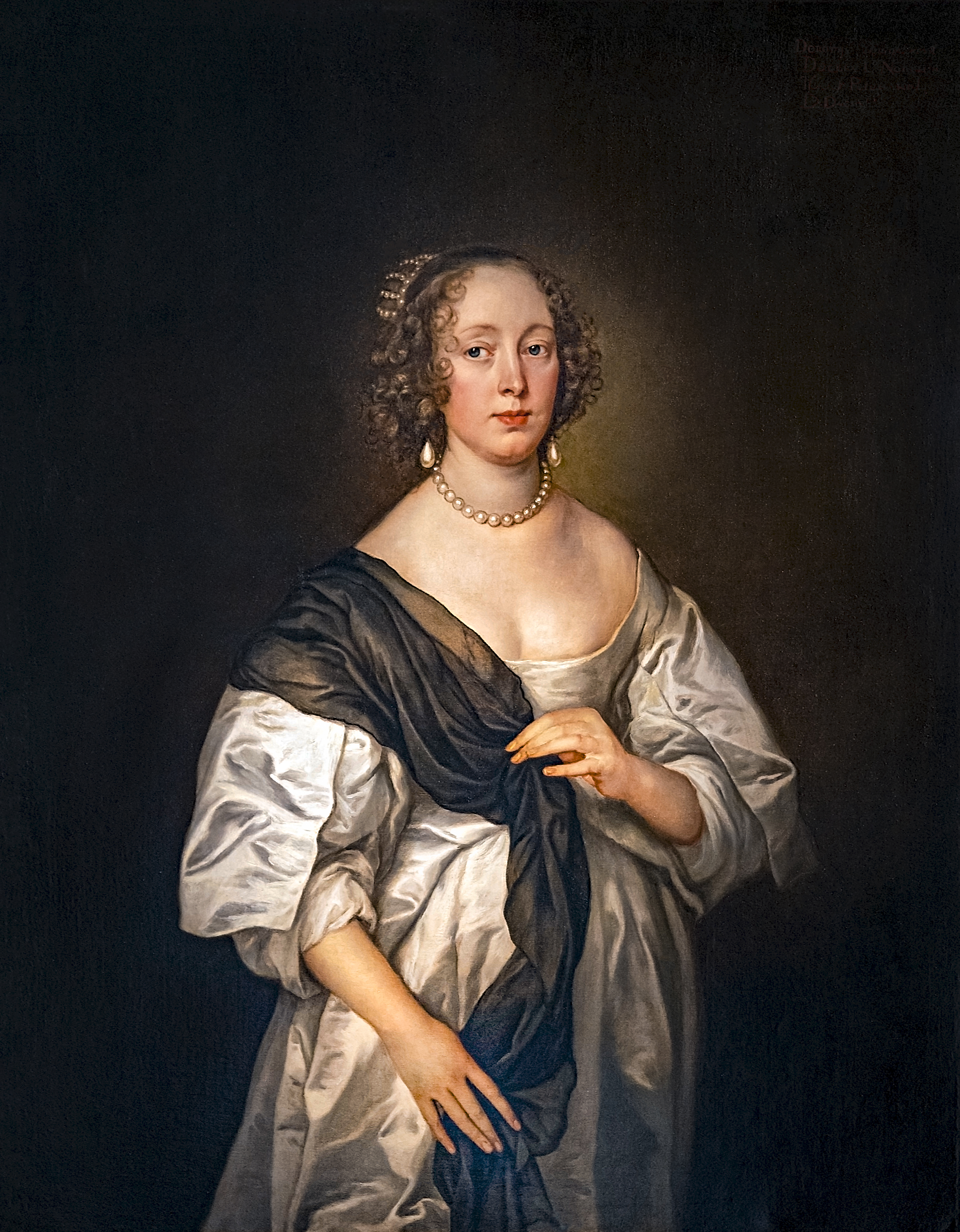
Anthony Van Dyck, Portrait de Lady Dorothy Dacre.
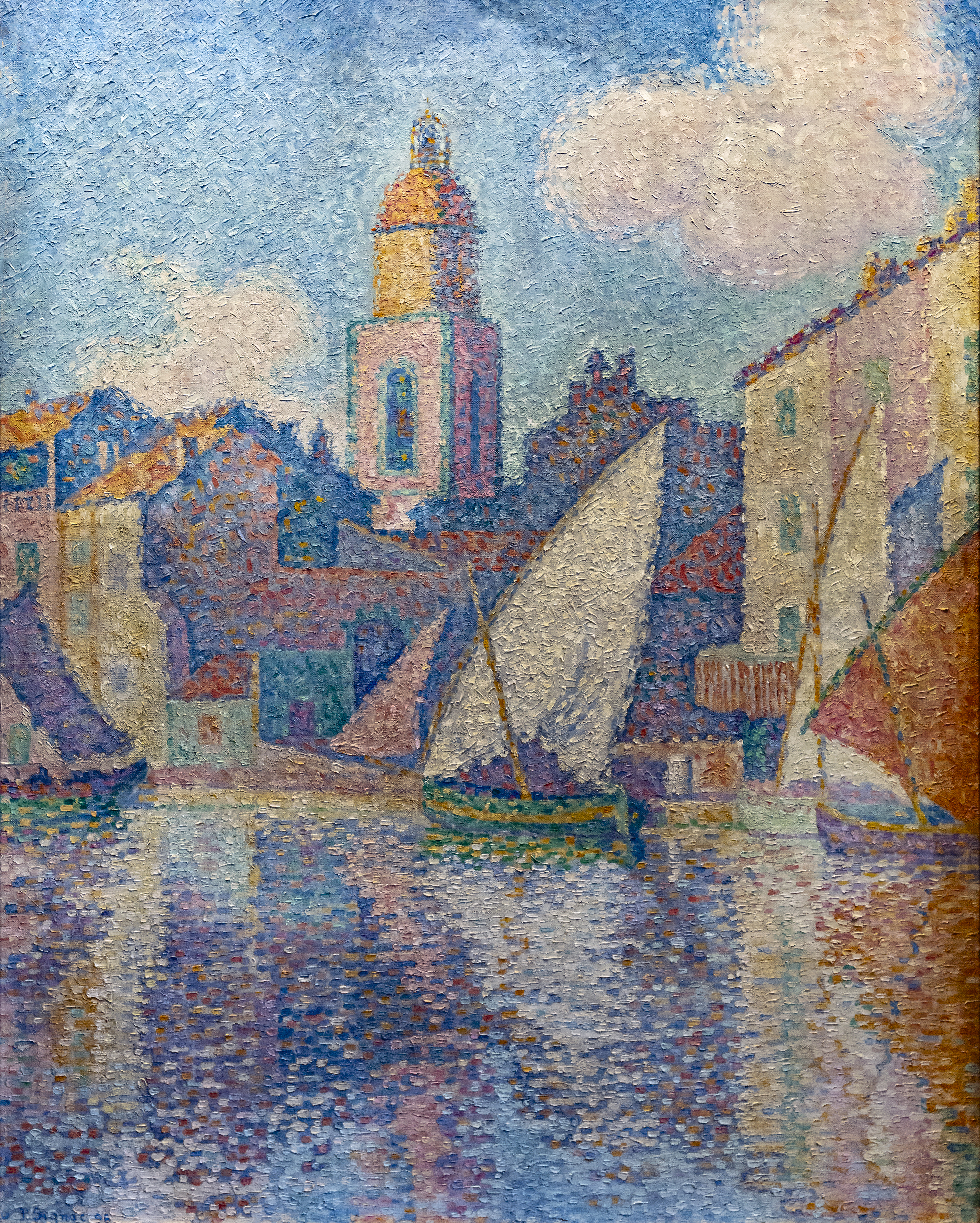
Le clocher de Saint-Tropez, de Paul Signac (1896).
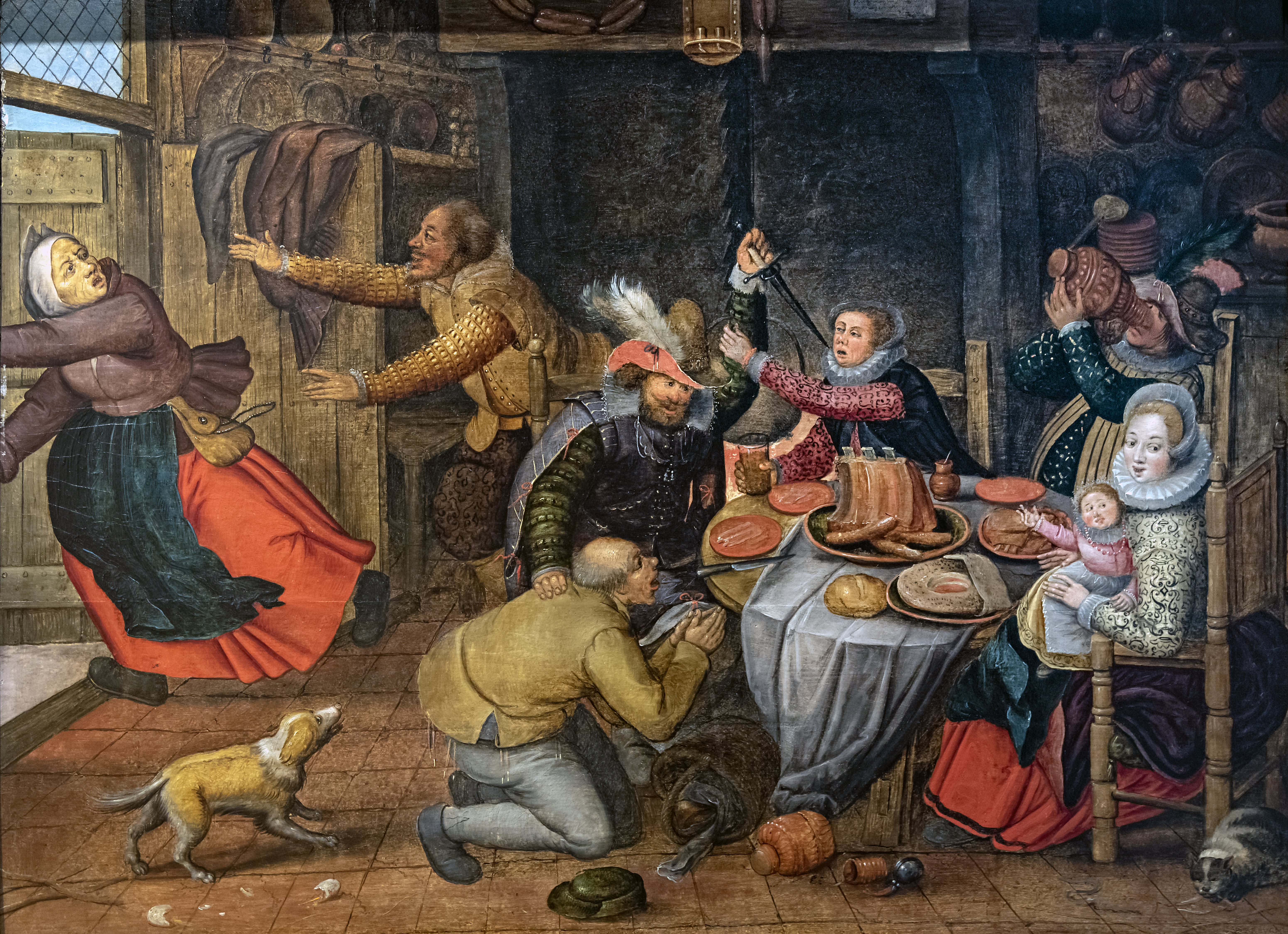
Scène d'auberge, de Pieter Brueghel le Jeune.
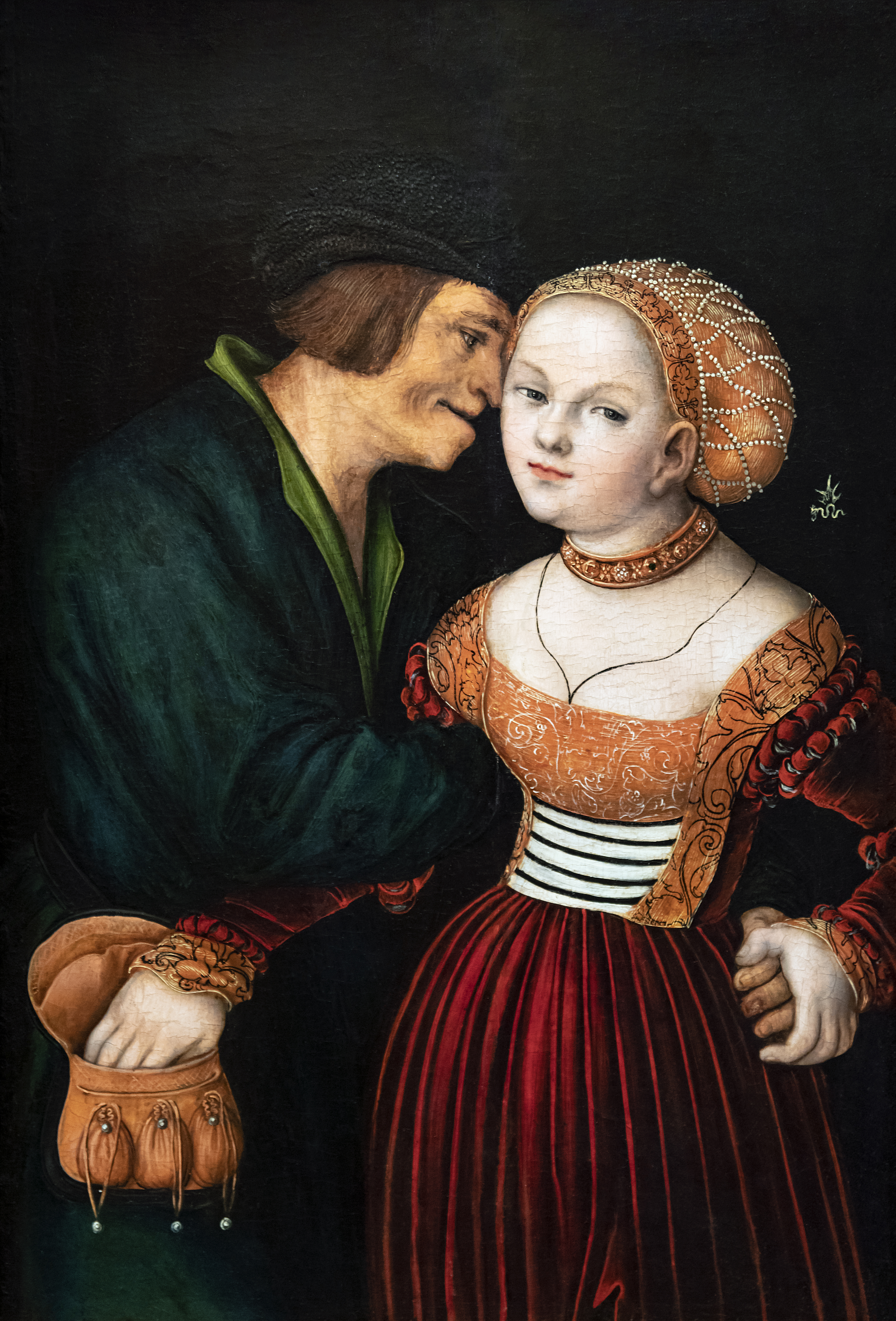
Les Amoureux, de Lucas Cranach l'Ancien.
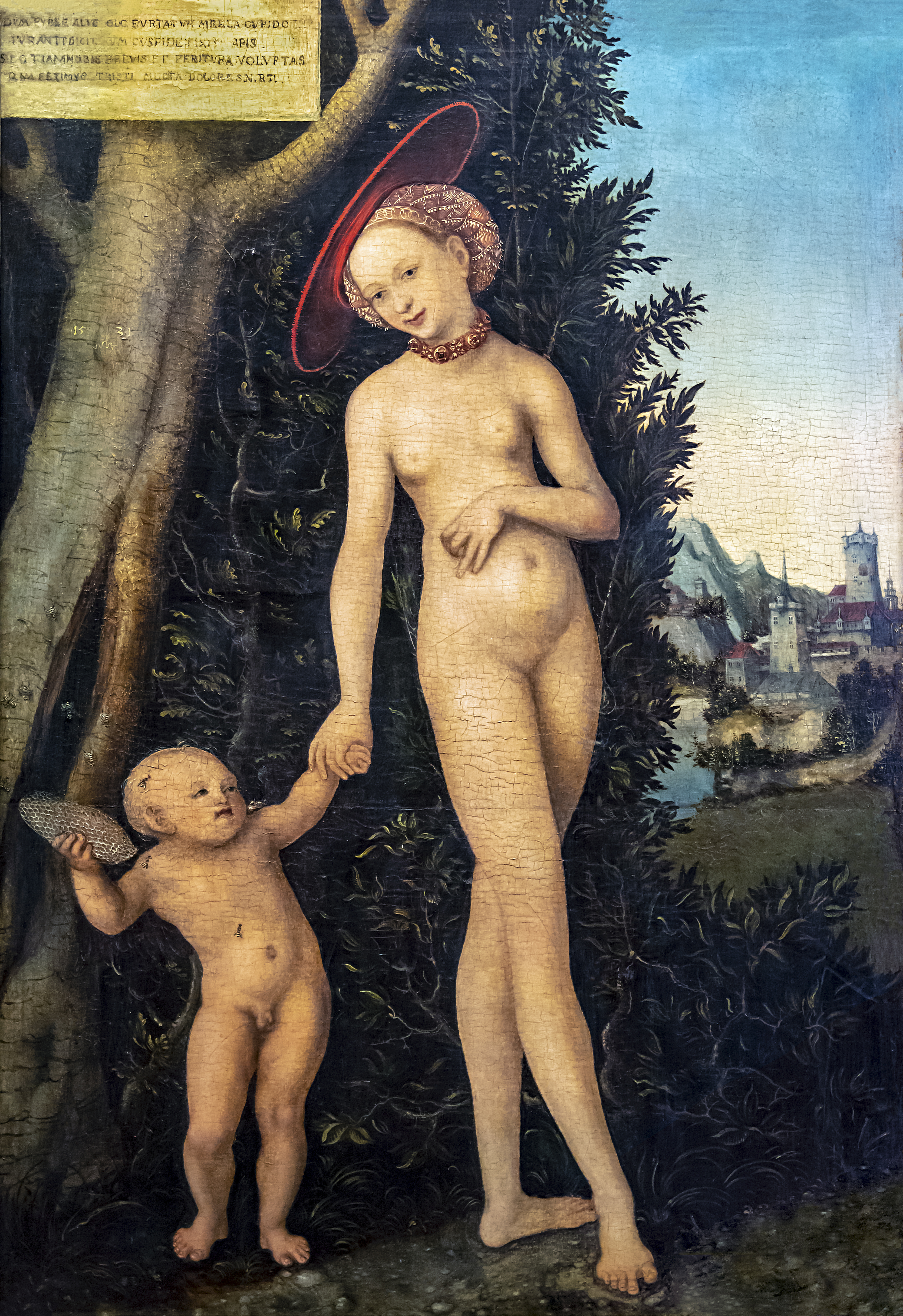
Vénus et Cupidon, de Lucas Cranach l'Ancien.
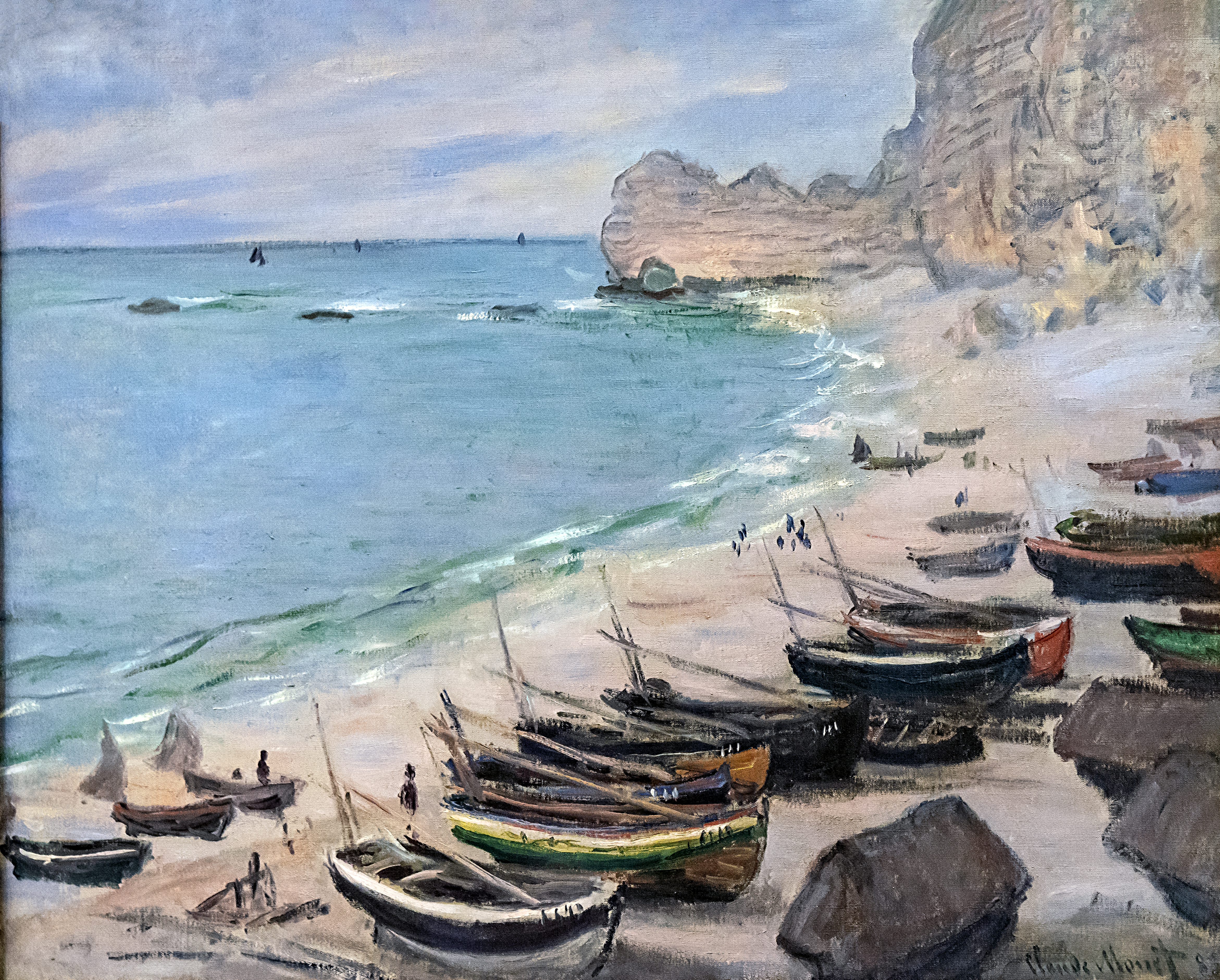
Bateaux sur la plage à Étretat, de Claude Monet

## L'union des académies et sociétés savantes

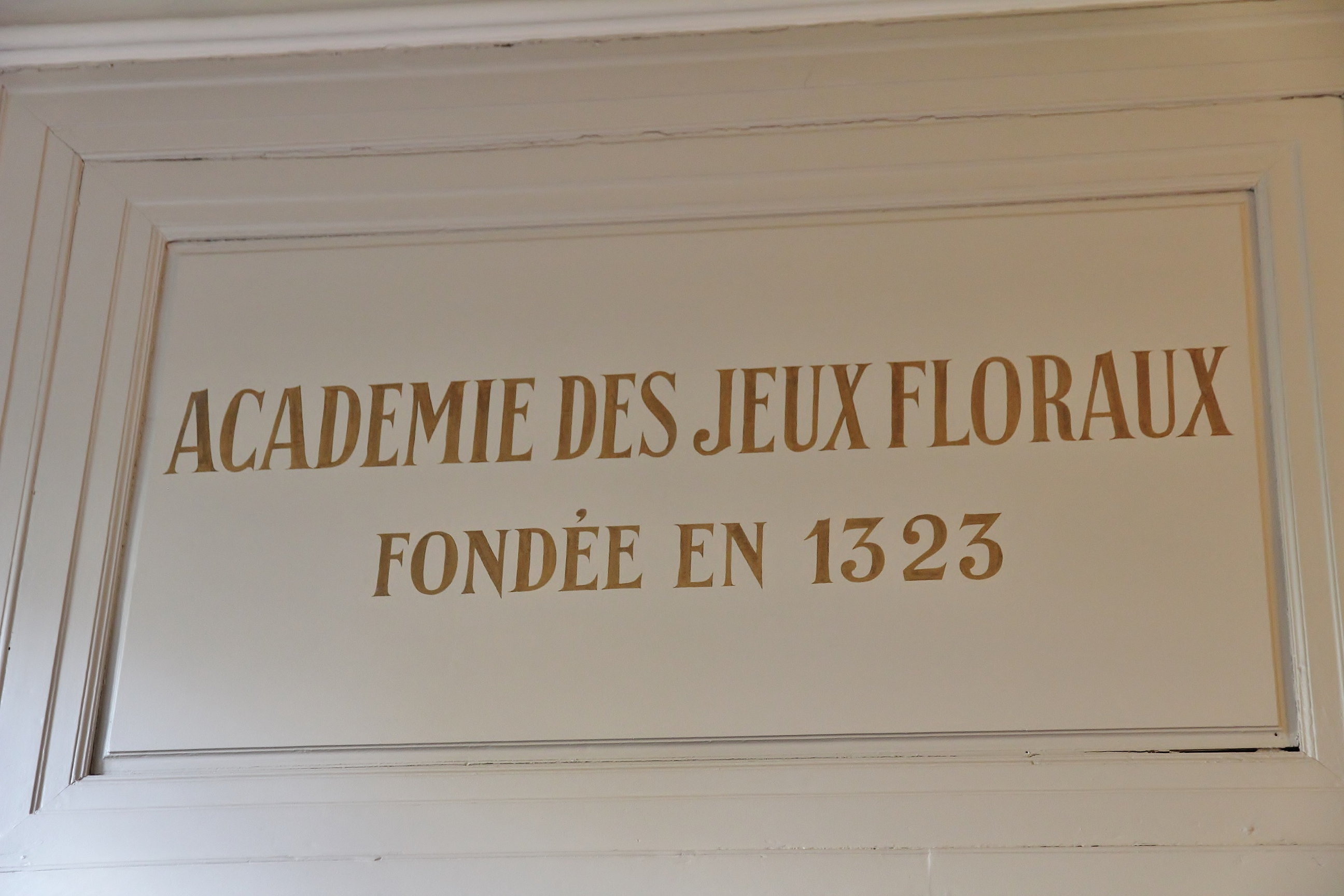
Entrée de l'Académie des jeux floraux.

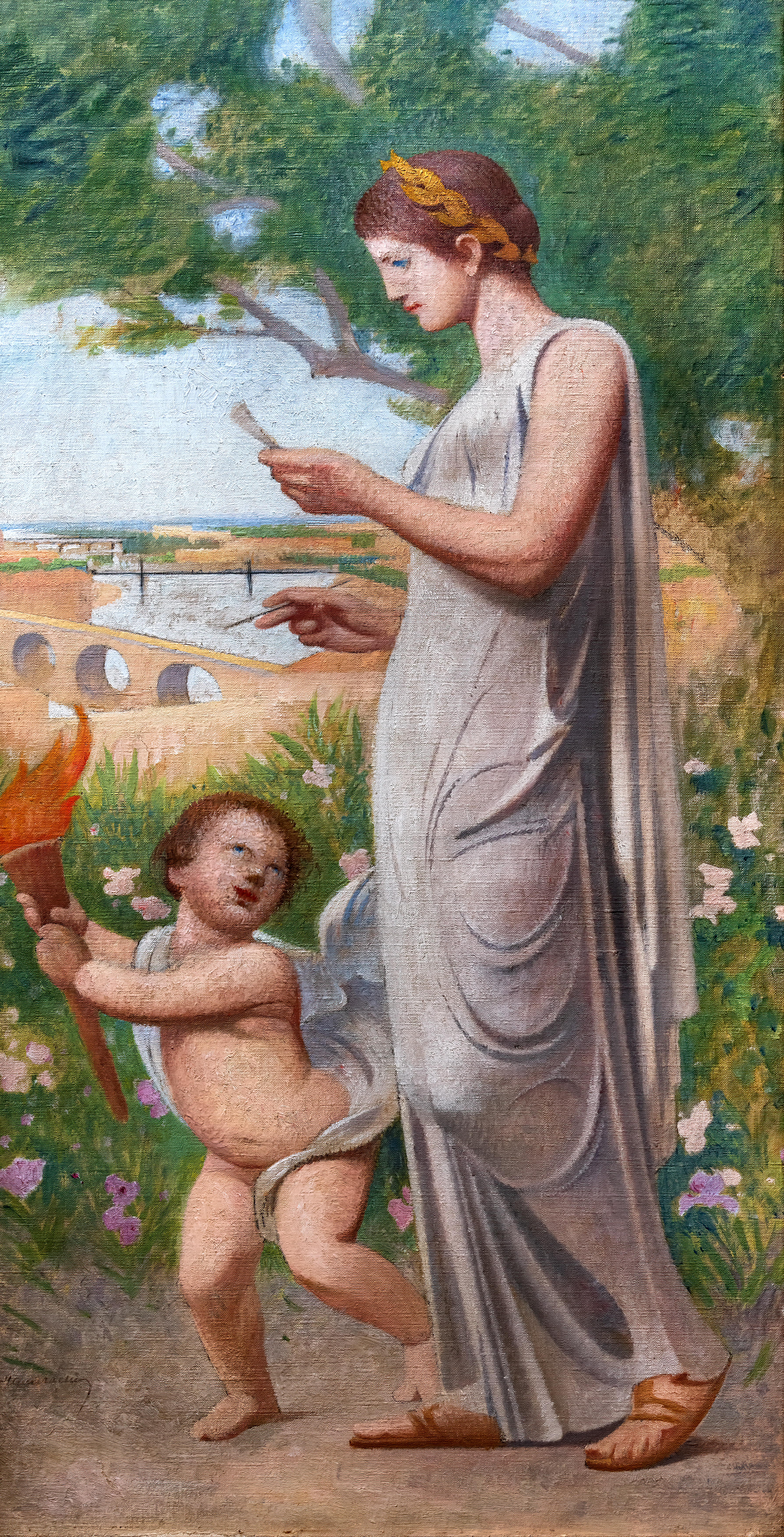
Allégorie de la Connaissance - Henri Rachou - Union des Académies et Sociétés savantes de Toulouse.

L'hôtel d'Assézat héberge l'union des académies et des sociétés savantes qui se compose de six compagnies :
- L'Académie des Jeux floraux : Elle a été fondée en 1323 sous le nom de Consistori del Gay Saber par sept troubadours dans le but de perpétuer à Toulouse le lyrisme courtois en occitan. Depuis leur fondation, les jeux floraux sont célébrés chaque année le 3 mai. Cette académie est considérée comme la plus ancienne société littéraire du monde occidental.
- La Société archéologique du Midi de la France : elle étudie les monuments du Midi de la France.
- L'Académie des sciences, inscriptions et belles-lettres de Toulouse : fondée en 1640, l'Académie des sciences, inscriptions et belles-lettres de Toulouse a l'insigne privilège d'être l'aînée de son éminente sœur parisienne, née seulement en 1666. L'Académie des sciences, inscriptions et belles-lettres de Toulouse s'est forgé un renom national et international au travers de l'action de ses membres, dans les domaines de la conservation, de l'enrichissement et de la diffusion du savoir.
- La Société de médecine, de chirurgie et de pharmacie.
- La Société de géographie.
- L'Académie de législation.